# Volodymyr Zelensky
Pour les articles homonymes, voir Zelensky.
Volodymyr Olexandrovytch Zelensky (en ukrainien : Володимир Олександрович Зеленський /vɔlɔˈdɪmɪr ɔlɛkˈsɑndrɔwɪtʃ zɛˈlɛɲɕkɪj/ ; en russe : Владимир Александрович Зеленский, Vladimir Alexandrovitch Zelenski /vlɐˈdʲimʲɪr ɐlʲɪˈksandrəvʲɪtɕ zʲɪˈlʲenskʲɪj/), né le 25 janvier 1978 à Kryvyï Rih en RSS d’Ukraine (URSS), est un ancien humoriste, acteur, scénariste, réalisateur et producteur de télévision, devenu homme d'État ukrainien. Il est président de l'Ukraine depuis le 20 mai 2019.
À partir de 2015, il est l'acteur principal de Serviteur du peuple, une série télévisée humoristique diffusée sur la chaîne 1+1 dans laquelle il incarne un professeur de lycée intègre accédant de façon inattendue à la présidence de l'Ukraine. Ce rôle lui permet d’acquérir une importante popularité dans son pays.
Sans aucune expérience politique, il lance un parti homonyme à sa série, puis se présente à l’élection présidentielle de 2019. Après une campagne atypique et minimaliste lors de laquelle il prend pour cible la corruption des élites et entretient la confusion avec son rôle dans Serviteur du peuple, il l’emporte face au chef de l'État sortant, Petro Porochenko, avec 73,2 % des voix au second tour.
À 41 ans, il devient le plus jeune président de l'histoire de l'Ukraine. Il provoque aussitôt des élections législatives anticipées, à l’issue desquelles son parti détient la majorité absolue des sièges à la Rada, le Parlement national.
Après un début de mandat plutôt contesté sur le plan intérieur, il subit l'invasion de son pays par la Russie en février 2022. Dès lors, sa conduite de la résistance ukrainienne est saluée par la presse internationale et de nombreux gouvernements étrangers. Il apparaît comme très actif, tant en Ukraine, avec de nombreuses prises de parole visant à maintenir le moral de la population et des troupes, qu'à l'international, où il cherche à obtenir des garanties des pays opposés à l'invasion.
Son mandat présidentiel, qui devait se terminer en 2024, est prolongé en raison de la poursuite de la guerre.

## Biographie

### Naissance et origine

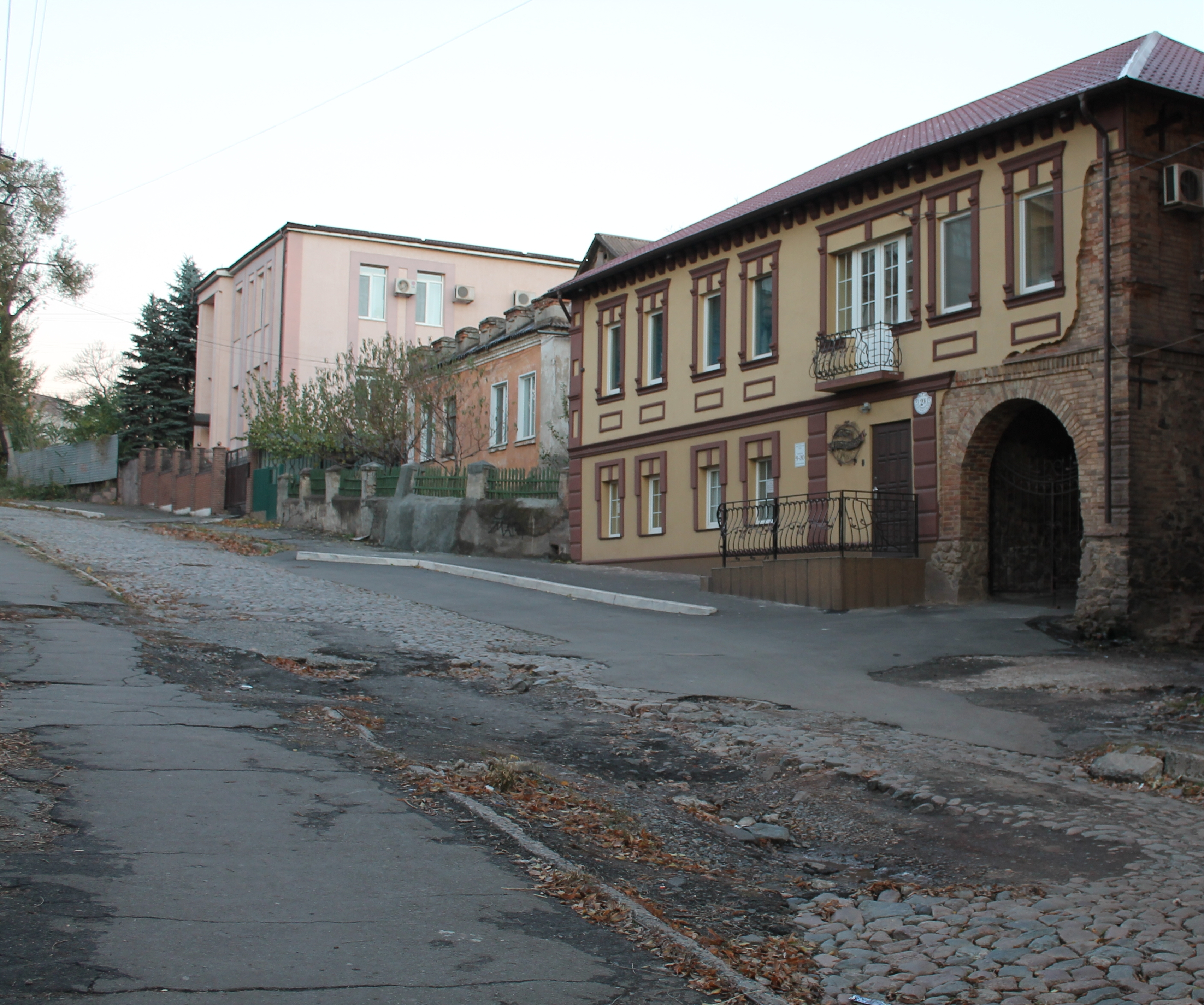
Rue de Kryvyï Rih (Кривий Ріг), localité de naissance de Zelensky.

Volodymyr Oleksandrovytch Zelensky naît le 25 janvier 1978 à Kryvyï Rih (RSS d’Ukraine), une ville industrielle russophone située près de Dnipropetrovsk, dans le sud-est du pays. Son père Oleksandr Zelensky (en), professeur et chef du département de cybernétique et d'informatique de l'université d'État d'économie et de technologie de Kryvyï Rih (en), et sa mère Rymma Zelenska, ingénieure,, sont tous deux de confession juive ashkénaze (cette origine était considérée comme une nationalité sous l'ère soviétique) et de langue russe,,,.
Son grand-père, Semyon Ivanovytch Zelensky, a servi dans l'infanterie, atteignant le grade de colonel de l'Armée rouge pendant la Seconde Guerre mondiale,. Le père et les trois frères de Semyon ont été assassinés durant la Shoah.
Avant d'aller à l'école primaire, Zelensky vit pendant quatre ans dans la ville mongole d'Erdenet où son père travaille alors. À l'âge de 16 ans, il réussit le TOEFL (test d'anglais langue étrangère) et reçoit une bourse d'études pour étudier en Israël, mais son père ne lui permet pas d'y aller.

### Vie privée

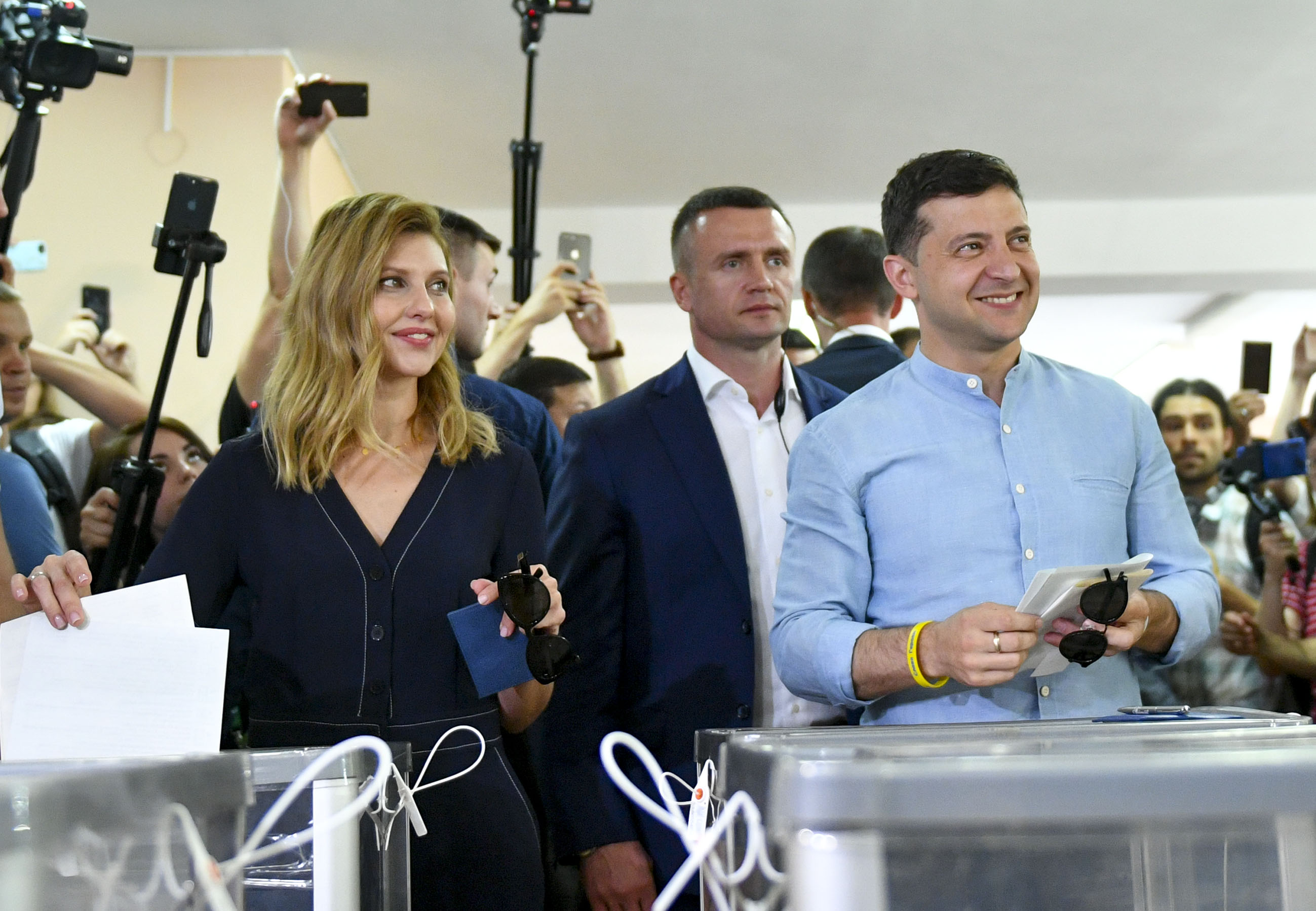
Le Président Volodymyr Zelensky et son épouse, Olena Zelenska, lors des élections législatives de 2019.

Marié à Olena Kiyachko, qu'il a rencontrée à l’université, il est père de deux enfants : Oleksandra (2004) et Kyrylo (2013), baptisés selon le rite de l'Église orthodoxe.
Étant lui-même juif non pratiquant et n'ayant reçu aucune éducation religieuse, il se considère comme laïc, et affirme que sa religion est « une affaire privée » dont il ne souhaite pas faire étalage. Il déclare à propos de ses origines : « Le fait que je sois juif se classe seulement en 20e position dans ma longue liste de défauts ». En 2022, lors de l'invasion de l'Ukraine par la Russie, Zelensky sort de sa réserve et met en avant ses origines juives pour contrer les accusations de nazisme de la part de Vladimir Poutine et obtenir les soutiens d'Israël et de la diaspora juive.
Sa langue maternelle est le russe, mais il parle couramment l'ukrainien et l'anglais,.

## Carrière professionnelle

### Débuts et premiers succès

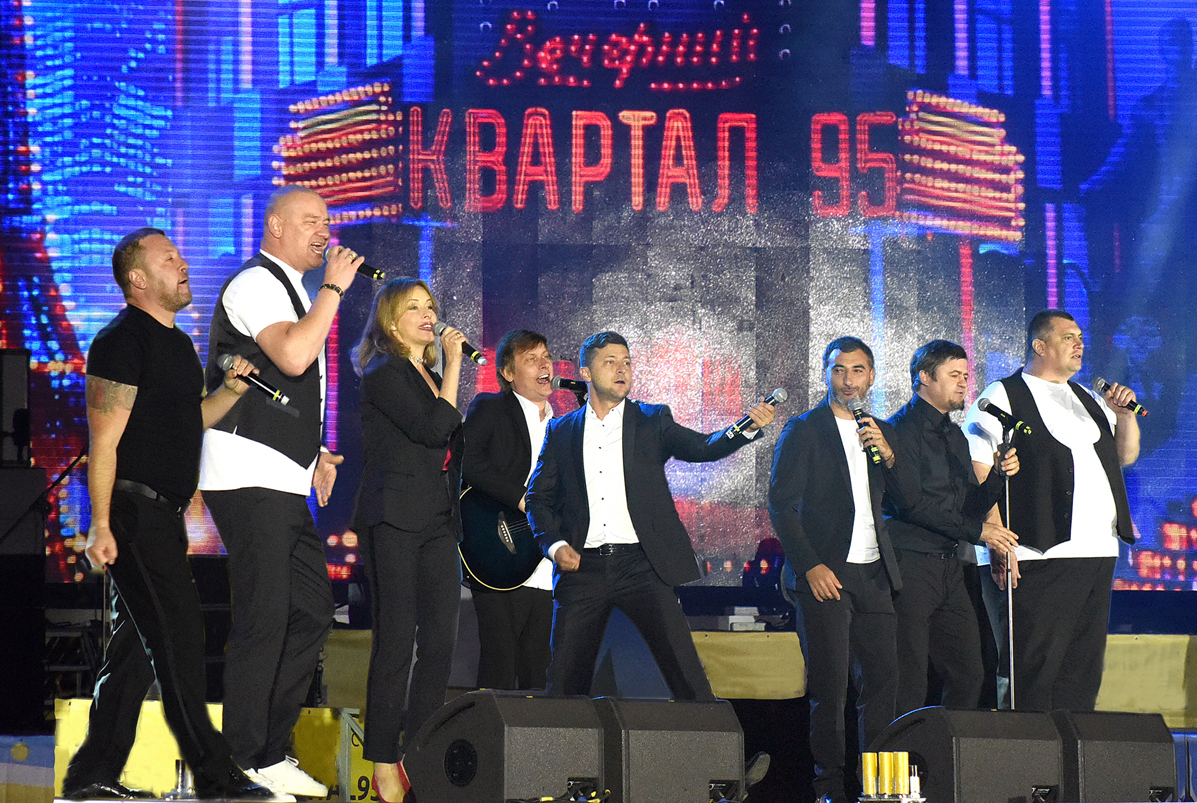
Volodymyr Zelensky entouré d’artistes de Kvartal 95 Studio (notamment Olena Kravets et Yevhen Kochovy) en 2018.

À l'origine, Volodymyr Zelensky souhaite devenir diplomate, mais ne réussit pas à intégrer l'Institut d'État des relations internationales de Moscou. Il se tourne alors vers le droit. Pour s'évader du quotidien de sa ville industrielle de Kryvyï Rih, il s'intéresse comme de nombreux autres jeunes au jeu télévisé humoristique KVN, auquel il participe avec son groupe, Kvartal 95, qui remporte la finale ukrainienne en 2001 et la demi-finale de l'ex-Union soviétique en 2002,.
En 2003, il fonde la société de production Studio Kvartal 95, que le quotidien suisse Le Temps présente comme « une troupe de café-théâtre qui a fait une razzia sur les plus grands championnats d’humour de l’ex-URSS, les KVN, très en vogue à l’époque »,.
Dans le même temps, il commence à présenter Quartier du soir (Vetcherny Kvartal), une émission de variétés qui sera le programme le plus regardé d’Ukraine pendant plusieurs années.
Il remporte en 2006 la version ukrainienne de Danse avec les stars,.

### Serviteur du peuple

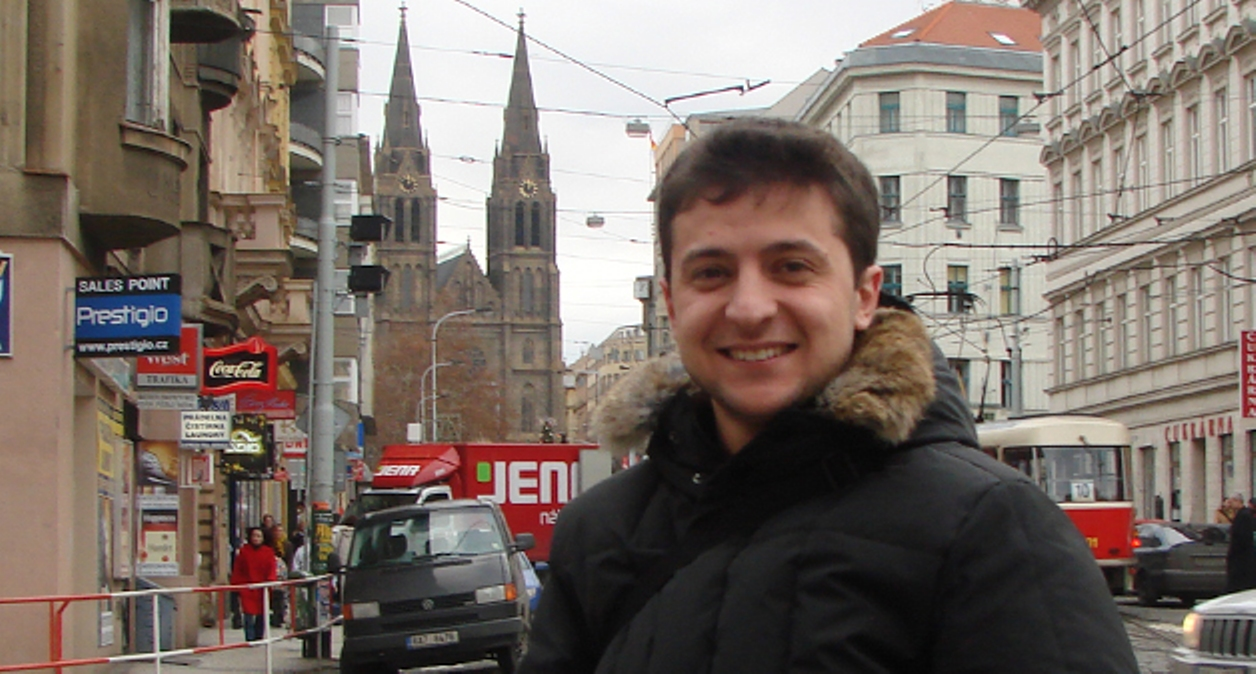
Volodymyr Zelensky à Prague (2009).

À partir de 2015, il incarne Vasyl Holoborodko, un professeur d'histoire de lycée devenu malgré lui président de l'Ukraine, dans la série télévisée humoristique Serviteur du peuple (Slouha narodou), qu’il a coécrite et qui est diffusée sur la chaîne 1+1. Son personnage de chef de l’État intègre, proche du peuple et luttant contre une élite corrompue lui assure une forte popularité au sein de l'opinion publique ukrainienne,. En 2016, il joue dans le film Serviteur du peuple 2, qui s'apparente à la deuxième saison de la série.
Plus grand succès de l’histoire télévisuelle de l’Ukraine, Serviteur du peuple voit sa troisième saison diffusée juste avant l’élection présidentielle de 2019. La chaîne 1+1 retransmet également un documentaire sur Ronald Reagan, acteur devenu président, avec Zelensky en voix off, après la clôture officielle de la campagne du premier tour. Dans ce contexte, celui-ci se voit accusé de violer la loi électorale. Le directeur du Centre pour la démocratie et l'état de droit détaille dans quelle mesure la série profite à la candidature de Zelensky, tandis que le politologue Mikhaïl Minakov indique : « Sa candidature reçoit beaucoup de soutien des jeunes générations qui ont grandi avec ses shows satiriques. Certains ont même fait leur éducation politique grâce à lui ».
Durant la campagne présidentielle de 2019, les médias relèvent qu'il est multipropriétaire, qu'il possède de nombreuses affaires dans beaucoup d’anciens pays soviétiques, notamment en Russie, et que ses sociétés de production sont gérées via des sociétés offshore implantées à Chypre. Selon le site d’investigation Slidstvo, il a omis de déclarer en 2017 qu’il possédait une villa valant près de quatre millions d’euros à Forte dei Marmi, une commune de Toscane très prisée des oligarques russes ; l’acteur répond que, n’étant pas fonctionnaire, il n’avait pas à intégrer ce bien dans sa déclaration de patrimoine,.

## Ascension politique

### Fondation du parti Serviteur du peuple
Le 2 décembre 2017, Volodymyr Zelensky obtient que la dénomination « Serviteur du peuple » (SN), du nom de sa série télévisée, soit donnée au Parti du changement décisif, fondé en 2016 et présidé par Evgueni Iourdyga. Le parti est enregistré le 31 mars 2018, alors que Volodymyr Zelensky assure qu’il ne s’agit « pas encore d’un projet politique »,,.
Sans en prendre formellement la direction — qui revient à Ivan Bakanov, juriste et PDG du studio Kvartal 95 — , Volodymyr Zelensky fait de sa formation un parti attrape-tout, populiste, défenseur de la lutte anticorruption et de la démocratie directe,. Au cours de l’année 2018, dans les sondages en vue des élections législatives de 2019, Serviteur du peuple atteint le seuil des 5 % permettant d’entrer au Parlement monocaméral d’Ukraine, la Rada.
Au moins jusqu’à la fin de l’année 2019, Serviteur du peuple semble pourtant être une coquille vide, ne menant aucune activité à l'adresse où il loue ses locaux. Il n’embauche officiellement aucun salarié et n'a enregistré aucune antenne locale,,.

### Victoire à l’élection présidentielle de 2019

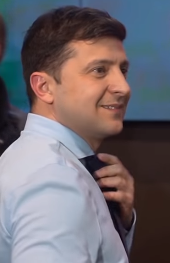
Volodymyr Zelensky en mars 2019.

À partir de l’été 2018, Volodymyr Zelensky est testé dans les sondages en vue de l’élection présidentielle de l’année suivante, mais l’hypothèse de sa candidature — créditée d’environ 10 % des voix — n’est guère prise au sérieux au sein de la classe politique,. Le 31 décembre 2018, après des mois de spéculations sur ses intentions, il se déclare candidat sur 1+1 (chaîne de télévision), au moment où les autres canaux retransmettent les vœux présidentiels de Petro Porochenko,.
Son discours est centré sur la dénonciation des « élites » et la lutte contre la corruption. Il promet notamment la suppression de l’immunité parlementaire, la mise en place d'une procédure de destitution du chef de l’État en cas de faute grave et la consultation régulière de la population avec des référendums. Il prône un cessez-le-feu dans le Donbass et l’organisation d’un référendum sur l’intégration de l’Ukraine dans l’OTAN,.
Bénéficiant de sa notoriété, de son impact médiatique et du rejet des personnalités politiques ukrainiennes traditionnelles, perçues comme corrompues et inefficaces, Volodymyr Zelensky s'impose comme le grand favori du scrutin à partir de février. Sa campagne, atypique, est souvent qualifiée de « non-campagne » : il ne donne pas d’entretiens et évite les réunions publiques, choisissant une communication tournée vers les réseaux sociaux, où il critique les autres candidats dans des vidéos virales et renforce sa popularité auprès de l’électorat jeune. Il fait également preuve d’ambiguïté avec le personnage qu'il joue dans Serviteur du peuple : outre le fait qu'il ait baptisé son parti du nom de la série télévisée, il a parfois recours au décor de celle-ci pour ses allocutions,,.
Principalement soutenu par des citoyens jeunes et apolitiques, il atteint également les personnes plus âgées par sa présence à la télévision. Se prononçant davantage en fonction des différences générationnelles que du classique clivage est-ouest, il n'est pas considéré comme nationaliste et bénéficie de l’adhésion du sud-est russophone, dont il est originaire,,. Ses concurrents critiquent principalement le flou de ses idées, son manque d'expérience alors que l’Ukraine est en guerre, et l’accusent d’être une « marionnette » de l'oligarque Ihor Kolomoïsky, propriétaire de la chaîne 1+1, qui accorde à la campagne de Zelensky une couverture médiatique importante et plutôt positive. Zelensky nie tout lien politique avec Kolomoïsky,,.
| Petro Poroshenko sur scène avec un micro. · Petro Porochenko et Vladimir Zelensky sur scène devant des pupitres. |

Lors du premier tour de scrutin, Volodymyr Zelensky arrive en tête avec 30,2 % des voix, devançant Petro Porochenko (15,9 %) et l’ancienne Première ministre Ioulia Tymochenko (13,4 %), figure de la révolution de 2004 longtemps donnée favorite de l’élection. Dans l'entre-deux-tours, alors qu'il continue à communiquer uniquement sur les réseaux sociaux, les médias l'appellent à s'exprimer auprès d'eux dans un souci démocratique. Il déclare alors se montrer favorable à la légalisation du cannabis médical, de la prostitution ou encore des jeux de hasard. Il s'engage également à fixer le salaire mensuel des professeurs à un équivalent de 4 000 euros,.
Le 21 avril 2019, tirant profit du rejet massif du président sortant dans la population, et à l'issue de trois semaines d'un duel marqué par une série d'invectives entre les deux candidats, il remporte nettement le second tour et son rival reconnaît rapidement sa défaite. Il obtient 73,2 % des voix, le pourcentage le plus élevé d'un vainqueur au second tour d'une élection présidentielle depuis l'indépendance de l'Ukraine. Il réalise ses meilleurs scores dans les régions considérées comme prorusses,. Au cours de son discours de victoire, il promet de relancer le protocole de Minsk et d'œuvrer au retour des Ukrainiens emprisonnés en Russie.

## Président de l'Ukraine

### Transition, investiture et premières mesures
Quelques jours après son élection, alors qu'il s'exprime généralement en langue russe et qu’il cherche à prendre des cours d'ukrainien, le président Volodymyr Zelensky critique le vote d'une loi renforçant l'usage de la langue ukrainienne (hors sphères privée et religieuse),,. S’il déclare ne pas vouloir remettre en cause le statut de l’ukrainien comme langue unique d’État, il s'oppose à toute mesure coercitive en la matière. Cette loi intervient dans un contexte de relations incertaines avec la Russie, qui se dit prête à renouer les relations avec l’Ukraine après la victoire de Zelensky, tout en prenant la décision d’accorder plus facilement la nationalité russe aux habitants des régions russophones de l’Ukraine.

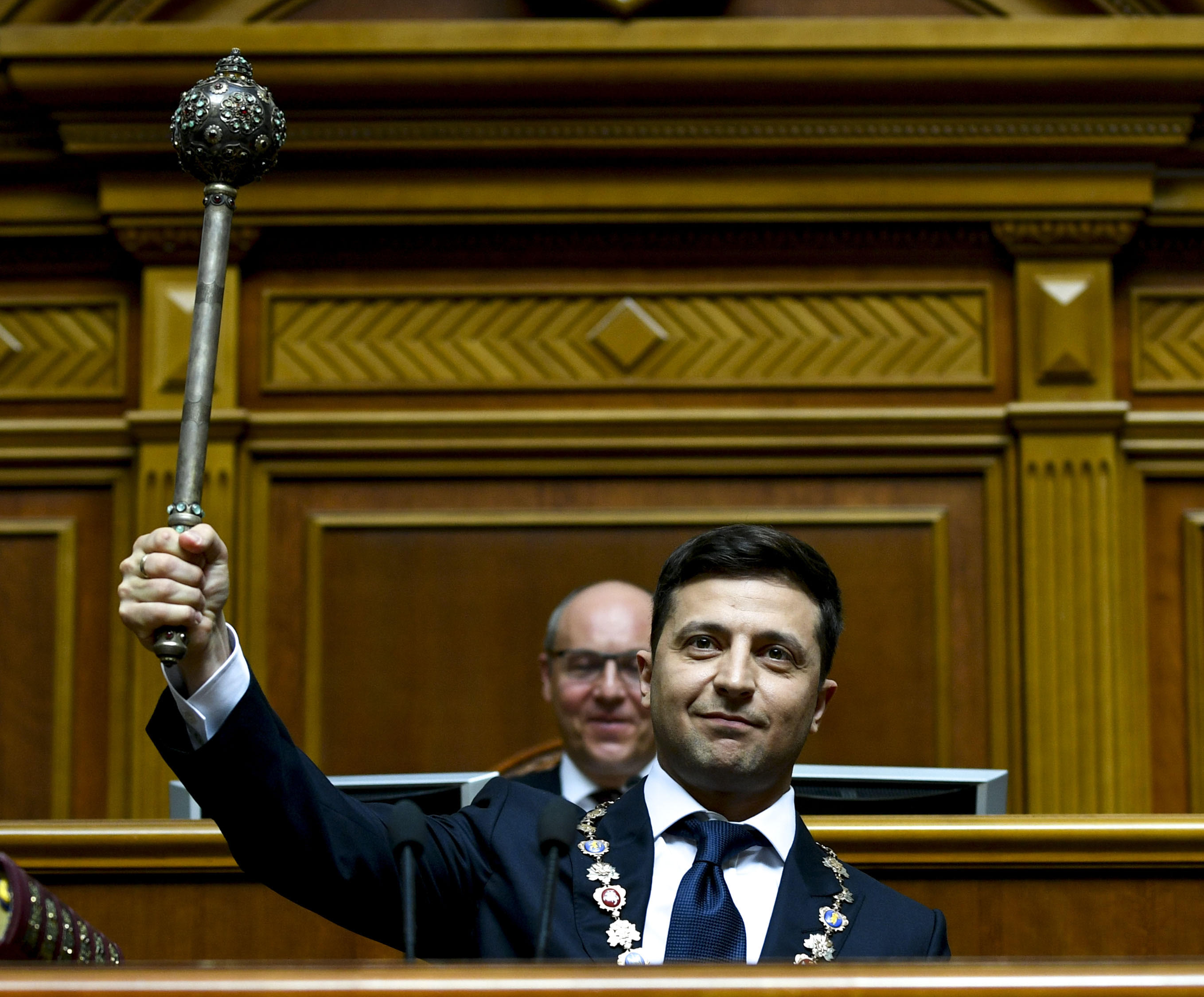
Volodymyr Zelensky lors de sa cérémonie d'investiture (20 mai 2019).
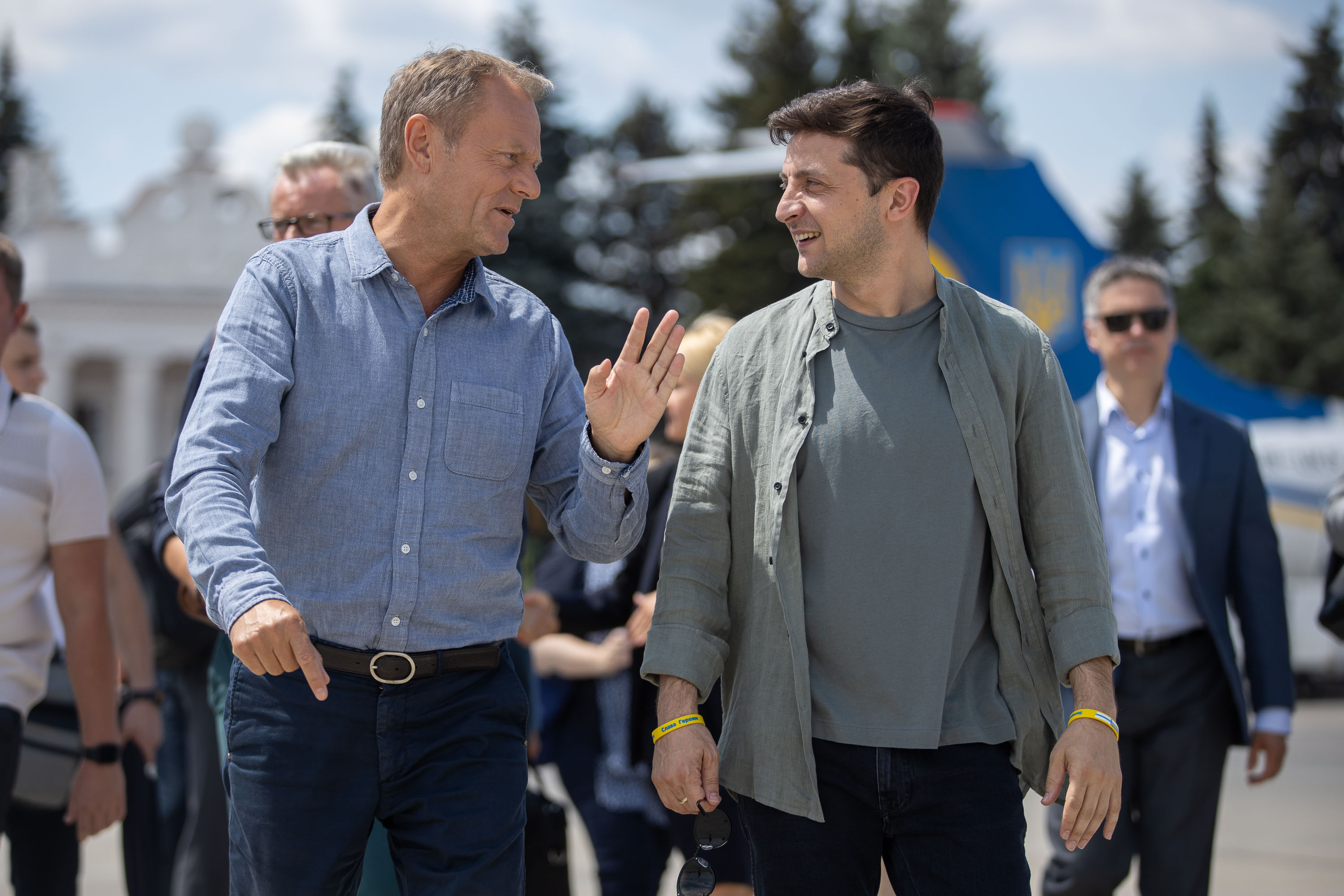
Le président Volodymyr Zelensky rencontre le président du Conseil européen, Donald Tusk, le 7 juillet 2019 à Louhansk lors d'un sommet Europe-Ukraine.
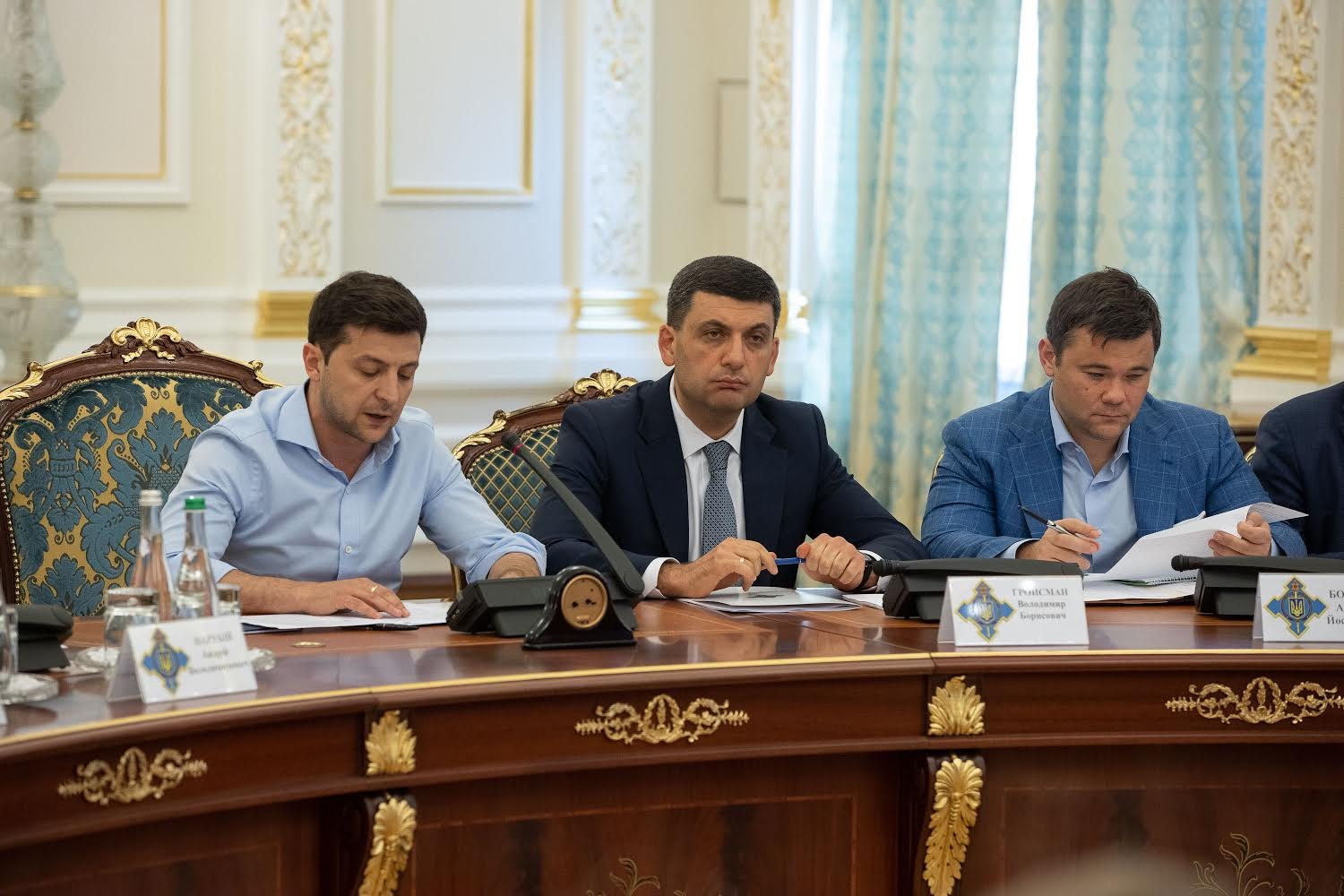
Le président Volodymyr Zelensky, à gauche, le 31 mai 2019, au côté de Volodymyr Hroïsman, alors Premier ministre depuis 2016 et soutien du président Porochenko.

À la Rada, le Parlement, Volodymyr Zelensky tente sans succès de constituer un groupe parlementaire. Alors que les élections législatives sont prévues pour le 27 octobre 2019, il réclame de prêter serment dès le 19 mai, craignant de ne pas pouvoir dissoudre la Rada avant l'expiration du délai légal, le 27 mai. La Rada décide finalement de fixer la cérémonie d'investiture au 20 mai, la date demandée par Zelensky coïncidant avec la journée d'hommage aux victimes de la répression soviétique. Le président élu accuse alors les députés d'avoir « créé des complications » et promet de faire de même à leur égard.
Le président ukrainien montre sa volonté de transition vers l'Europe en se rendant à Bruxelles dès le mois de juin, où il rencontre le président du Conseil Européen, Donald Tusk, pour qui la sécurité en Ukraine compte pour celle de l'Europe.
Il fait déplacer le siège de l'administration présidentielle, située dans un ancien siège du Parti communiste d'Ukraine, vers l'ex-musée Lénine. Il annule par ailleurs la parade militaire annuelle de la fête d'indépendance pour faire des économies, mais ne tient pas sa promesse de voyager à bord de vols réguliers.
Le 28 mai, il annule la déchéance de la nationalité de Mikheil Saakachvili, président géorgien en exil, décidée par son prédécesseur.

### Élections législatives de 2019

Nombre de députés à la Rada à l’issue des élections anticipées :
Serviteur du peuple : 254
Plateforme d'opposition-Pour la vie : 43
Union panukrainienne « Patrie » : 26
Solidarité européenne : 25
Voix : 20

Dans son discours d'investiture, Volodymyr Zelensky annonce la dissolution de la Rada et la tenue d'élections législatives anticipées. Le président de la Rada ayant annoncé le 17 mai la fin de la coalition au pouvoir, l'opposition et des juristes estiment que la décision de Zelensky de dissoudre l'assemblée viole la Constitution, qui prévoit dans un tel cas un délai préalable d'un mois pour tenter de constituer un nouveau gouvernement,,. Le jour même, opposés à la tenue de législatives anticipées, le Premier ministre en exercice, Volodymyr Hroïsman, ainsi que plusieurs ministres annoncent leur démission, qui est rejetée par la Rada. Le lendemain, Zelensky fixe la date du scrutin au 21 juillet 2019. Le 22 mai, le Parlement, qu'il convoque pour une session extraordinaire, refuse de modifier la loi électorale pour mettre en place un système totalement proportionnel et de fixer le seuil de représentativité à 3 %.

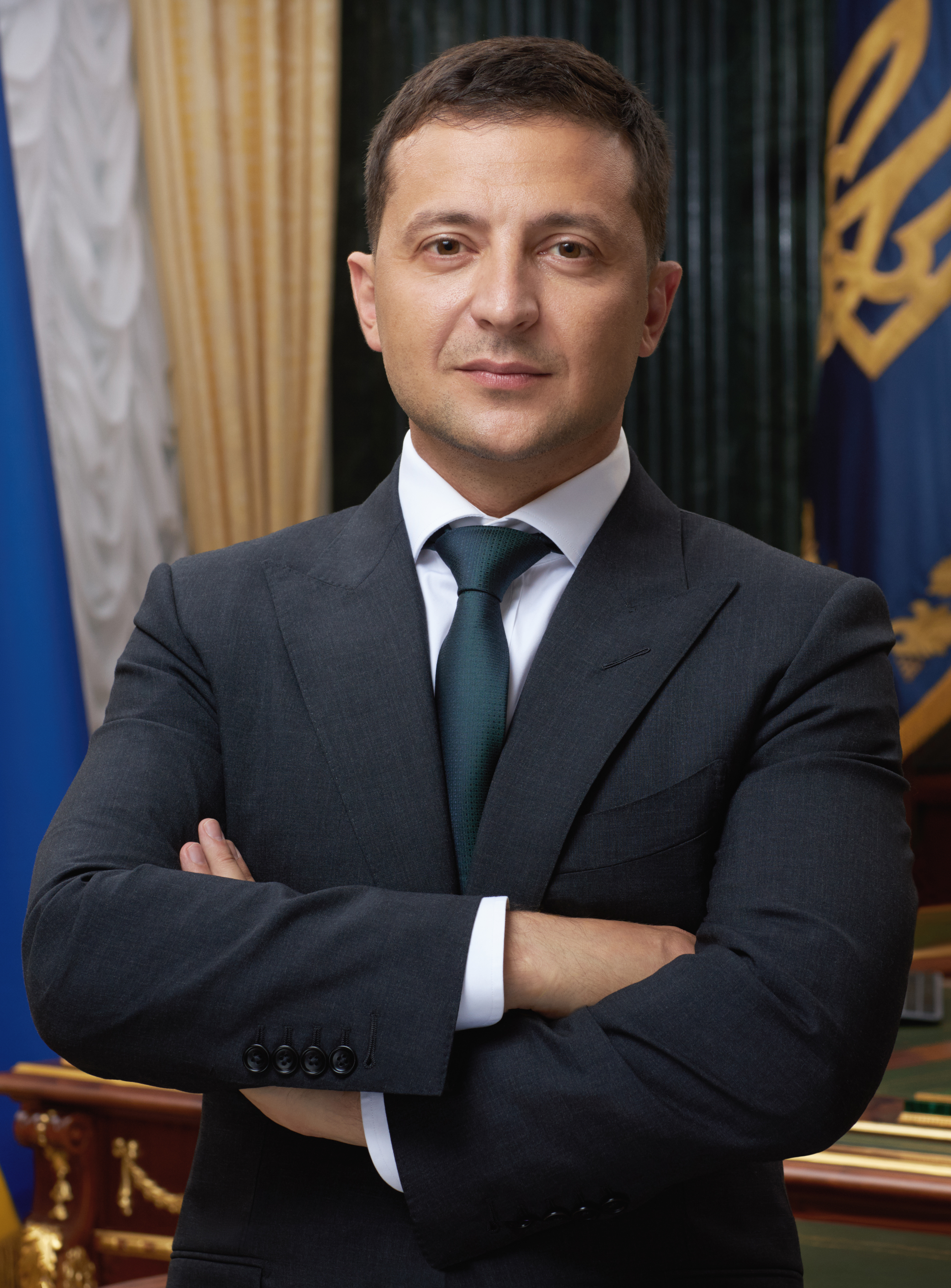
Portrait officiel du président Zelensky en 2019.

À l'issue des élections législatives, le 21 juillet, son parti obtient 43,2 % des voix et la majorité absolue des sièges à la Rada, une première depuis l'indépendance du pays,. Peu après, il revient sur sa proposition — formulée au soir du scrutin, alors qu'il n'était pas assuré d'obtenir à lui seul la majorité absolue des sièges — de faire alliance avec le parti Voix du chanteur Sviatoslav Vakartchouk, une offre que celui-ci avait de toute façon déclinée,. Cette victoire, qui traduit un désir de renouvellement de la classe politique, amène à la Rada de nombreux députés n'ayant pas d'expérience politique. Le 29 août 2019, Zelensky nomme Oleksiy Hontcharouk, un juriste de 35 ans, pour occuper la fonction de Premier ministre. Il demande un « travail minutieux pour le bien du peuple ukrainien » au Parlement, et affirme qu'il le dissoudrait dans le cas contraire.

### Politique intérieure

#### Guerre du Donbass et défense
Lors de son arrivée à la présidence du pays, Volodymyr Zelensky se donne pour priorité d'obtenir un cessez-le-feu avec les séparatistes prorusses de l'est de l'Ukraine engagés dans la guerre du Donbass contre l'armée ukrainienne. Comme chef d'état-major général et commandant en chef des Forces armées de l'Ukraine, il remplace Viktor Moujenko par Rouslan Khomtchak ; en mars 2020, un décret du président divise les deux fonctions, Rouslan Khomtchak restant commandant en chef alors que Serhiy Korniytchouk devient le chef d'état-major général.
Rapidement, au cours de la première année de sa présidence, des médias ukrainiens lui reprochent de replier les troupes ukrainiennes sans contrepartie et de s’incliner face à la Russie. Le 6 octobre 2019, quelque dix mille personnes, dont des combattants, se rassemblent sur la place de l'Indépendance (Kiev) pour protester contre son projet d'accorder l'autonomie au Donbass séparatiste.
Il poursuit la politique de son prédécesseur d’échanges de prisonniers avec les séparatistes prorusses, mais inclut parmi les prisonniers libérés les Berkout (unités spéciales ayant participé à la répression de la révolution de Maïdan) et des témoins de l’affaire du MH17, ce que Petro Porochenko avait refusé de faire.

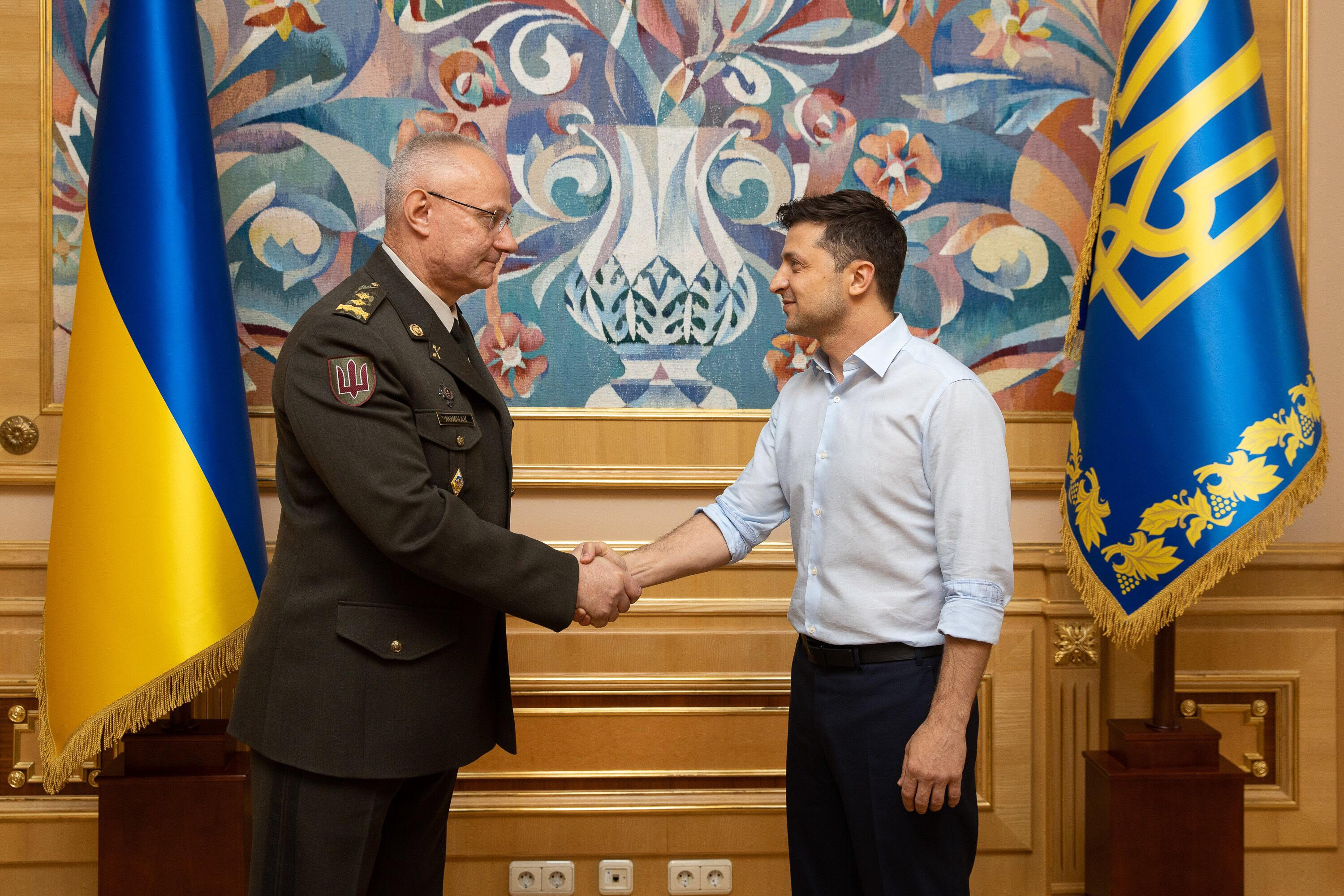
Nomination du général Rouslan Khomtchak à la tête des Forces armées de l'Ukraine (21 mai 2019).
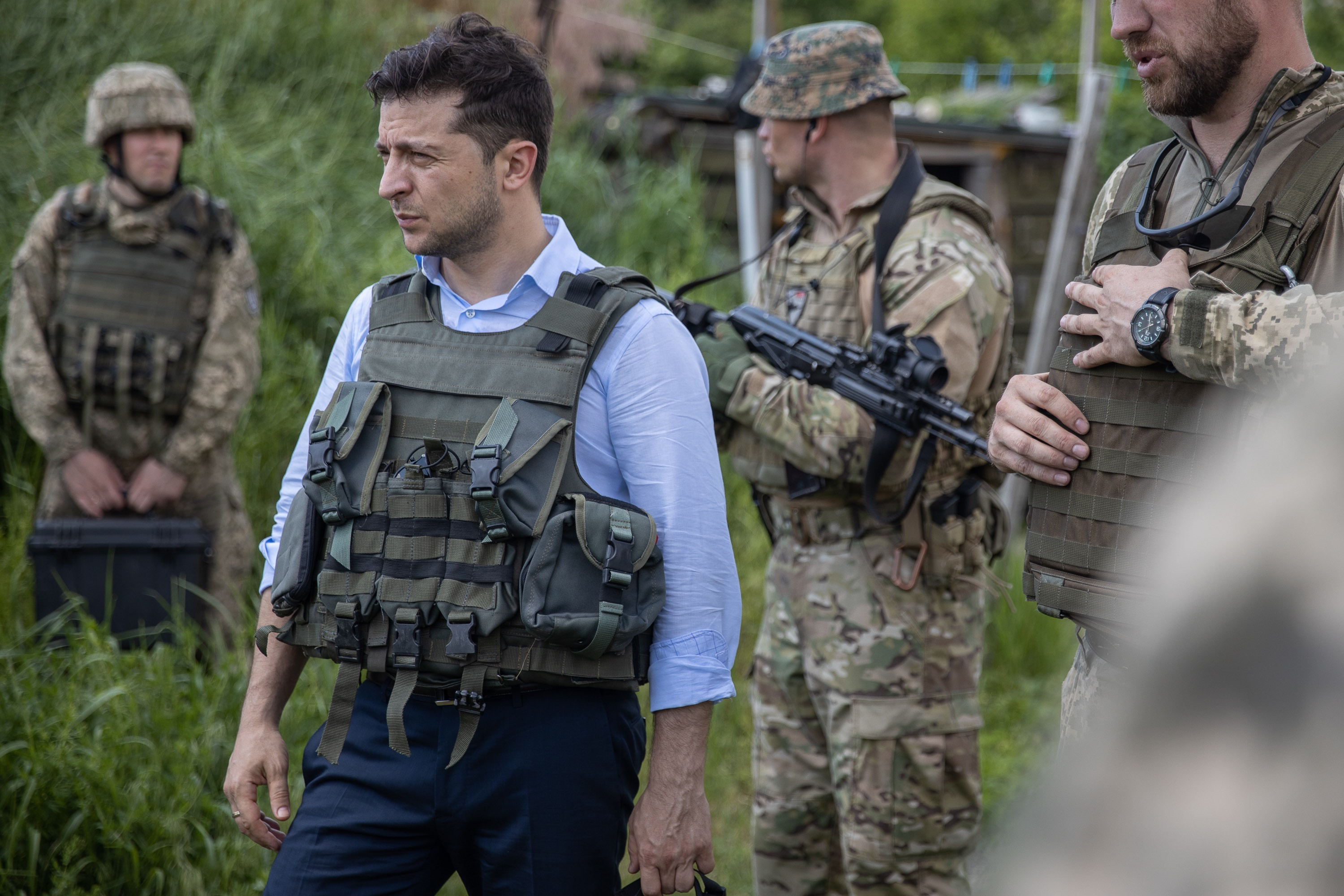
Visite rendue aux combattants ukrainiens dans l'oblast de Louhansk (27 mai 2019).
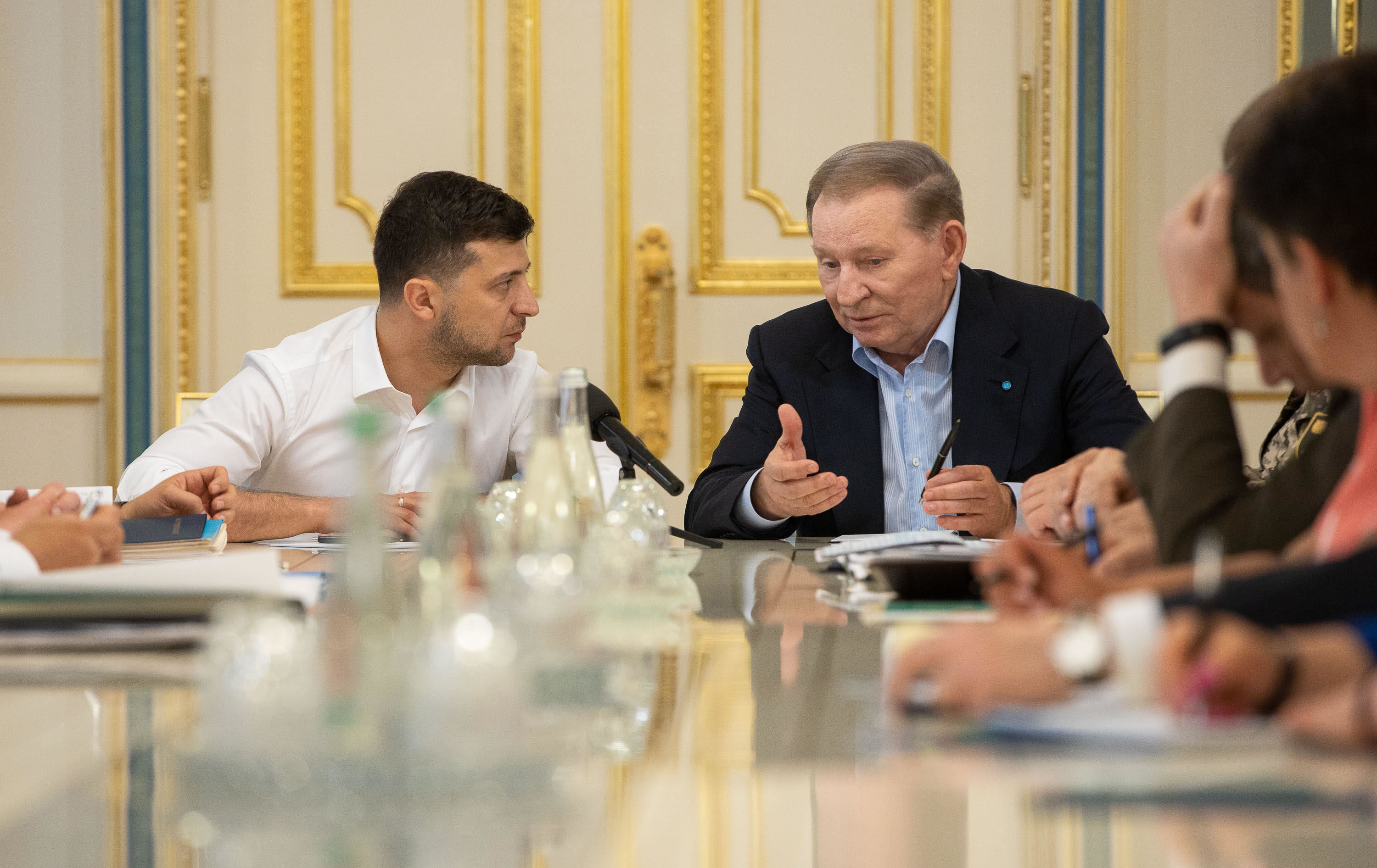
Avec Leonid Koutchma, à droite, représentant au Groupe de contact trilatéral sur l'Ukraine (3 juin 2019).
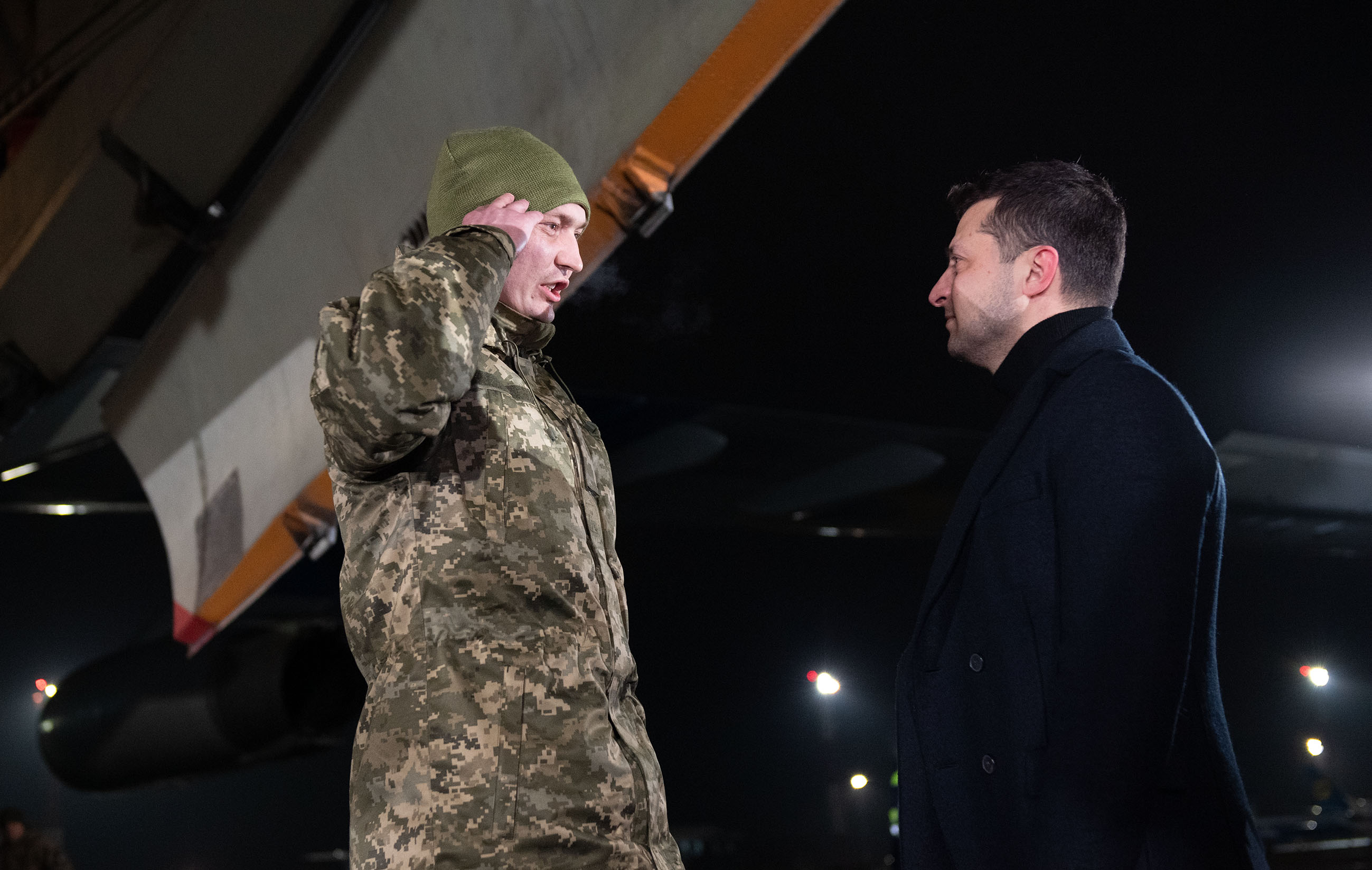
Accueil d'un citoyen libéré par les séparatistes de l’est de l'Ukraine (29 décembre 2019).

#### Questions économiques et sociales
Malgré l’opposition de certains oligarques, Volodymyr Zelensky annonce en août 2019 une réforme du marché foncier,. Depuis 2001, il existe dans le pays une interdiction d'acheter et de vendre des terres agricoles. Chaque année, les députés renouvellent le moratoire en invoquant l'absence de loi sur le chiffre d'affaires de ces terres. L'Ukraine est le dernier marché d'Europe où existent de telles dispositions. Le nouveau président propose de tenir un débat public et d'organiser un référendum pour trouver une solution équilibrée au problème de l'ouverture du marché foncier après une réforme devant concerner 40 millions d'hectares. Il entend lever le moratoire sur les achats et ventes de terres, qui aurait au total fait perdre plus de 22 milliards de dollars de PIB au pays.

#### Thématiques institutionnelles et corruption
Pendant sa campagne de 2019 et à ses débuts à la présidence, Volodymyr Zelensky fait part de sa volonté d'organiser régulièrement des référendums. Il envisage alors publiquement d’interroger la population sur un accord de paix avec la Russie au moyen d'un référendum non contraignant.

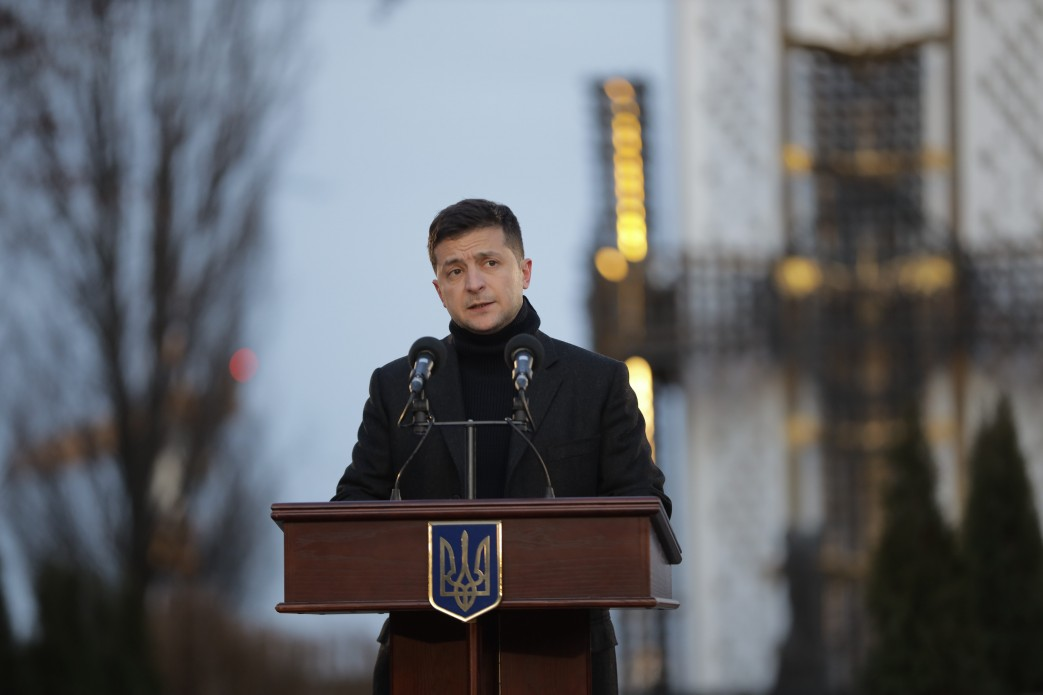
Volodymyr Zelensky lors de la commémoration de l’Holodomor (23 novembre 2019).

Conformément à sa promesse de campagne, la Rada proclame l’abolition de l'immunité parlementaire le 3 septembre 2019. Cependant, il s’agit d’un allégement et non d'une abolition, puisque les députés ne peuvent pas être poursuivis pour des raisons politiques et que le dernier mot en matière d’immunité revient au procureur général, nommé par le chef de l’État. Le 10 septembre est adoptée une loi qui précise les modalités de destitution du président de l'Ukraine.
Dans la lignée de sa campagne présidentielle, il prend plusieurs mesures anticorruption et gère la mise en route de la Haute Cour anticorruption, dont la création avait été acceptée avec réticence en 2018 par son prédécesseur à la présidence du pays,. Mais le politologue Volodymyr Fessenko précise que « l’ampleur de la corruption est immense en Ukraine, qu’il ne s’agit pas juste de quelques pots-de-vin » et que Volodymyr Zelensky est arrivé au pouvoir « sans programme concret ».
Volodymyr Zelensky se heurte à plusieurs reprises à la justice ukrainienne, généralement présentée comme corrompue, et notamment à la puissante Cour constitutionnelle, dont plusieurs juges ont été nommés par l’ancien président Viktor Ianoukovytch. En octobre 2020, après avoir été saisie par une cinquantaine de députés prorusses, celle-ci invalide des lois anticorruption en vigueur depuis plusieurs années, provoquant une vive polémique et suscitant l’inquiétude des bailleurs internationaux de l’Ukraine. La Rada adopte rapidement une nouvelle loi anticorruption, mais moins sévère que le dispositif précédent. En décembre 2020, le chef de l’État entre en conflit direct avec la juridiction suprême en annonçant la suspension pour deux mois de son président, Oleksandr Toupytsky, accusé entre autres de corruption ; cette décision est aussitôt rejetée par la Cour suprême, qui invoque le fait que la Constitution n’autorise pas la suspension d’un juge constitutionnel mais son limogeage avec l’accord de la majorité des membres de la Cour. En outre, la commission de Venise du Conseil de l'Europe s'oppose au changement de sa composition au nom du principe d'indépendance de la justice,.
Les relations du chef de l’État et de son entourage avec des oligarques controversés renforcent cette impression d’impuissance voire de complaisance avec le caractère corrompu d’un système en place de longue date. Ces suspicions s’accroissent avec le changement de gouvernement de mars 2020, qui est marqué par le renvoi des ministres dits « réformateurs » et par la nomination dans l’équipe présidentielle de plusieurs figures du régime Ianoukovytch réputées corrompues. Roman Maselko, codirecteur de la fondation De Jure, spécialisée dans l’analyse des réformes judiciaires, déclare à ce sujet : « Quand on a vu partir le premier gouvernement et arriver [au cabinet de la présidence] Iermak et Tatarov, lui-même corrompu, on a compris qu’il n’y avait plus d’illusions à se faire ». Alors que ce dernier est cité dans une affaire de corruption, le président Zelensky intervient directement, en décembre 2020, pour stopper l’instruction de l’enquête, suscitant de vives critiques des associations anticorruption,. Quelques mois auparavant, en août, Zelensky avait avalisé une décision de la Cour constitutionnelle invalidant la direction du puissant Bureau national anticorruption (NABU), qui enquêtait notamment sur l’oligarque prorusse Rinat Akhmetov et sur Ihor Kolomoïsky, suscitant des doutes sur ses intentions dans le domaine.
En octobre 2021, Volodymyr Zelensky est cité dans les Pandora Papers pour avoir acheté plusieurs maisons de luxe pour 8 millions de dollars via des sociétés offshore lui appartenant à lui et son groupe d'amis,,.

#### Nominations de prorusses et relations avec les oligarques
Dès les premiers jours de sa présidence, les nominations auxquelles procède Volodymyr Zelensky lui attirent des critiques. C’est notamment le cas pour son chef de cabinet, Andryi Bohdan, qui serait inéligible du fait des fonctions gouvernementales qu’il a occupées sous la présidence du prorusse Viktor Ianoukovytch et qui est par ailleurs avocat de l’oligarque controversé Ihor Kolomoïsky, l’un des plus importants soutiens de Zelensky au cours de sa campagne. Bohdan suscite aussi une polémique après avoir proposé de tenir un référendum sur les modalités d'un accord de paix avec Moscou.

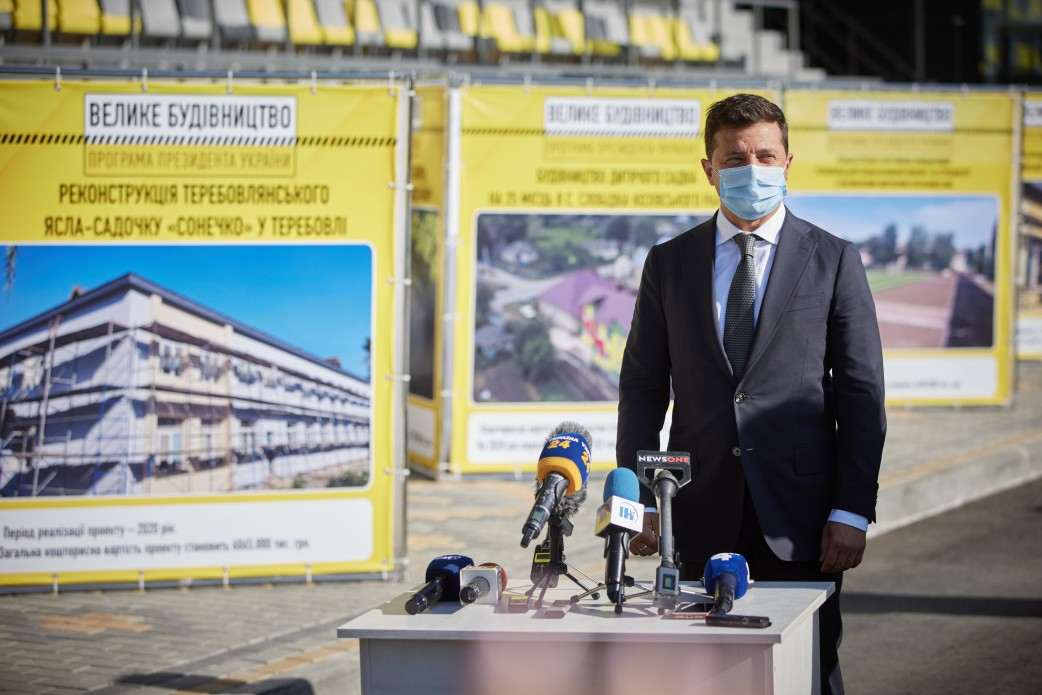
Volodymyr Zelensky en campagne pour son parti en vue des élections locales de 2020, qui se tiennent en pleine pandémie de la Covid-19.

Le président Volodymyr Zelensky est confronté à sa première grande crise politique en janvier 2020, lorsque son Premier ministre, Oleksiy Hontcharouk, présente sa démission, moins de cinq mois après son entrée en fonction, à la suite de la révélation d'un enregistrement audio dans lequel il mettait en cause les connaissances du président en matière d’économie ; celui-ci la refuse, considérant que « ce n’est pas un bon moment pour secouer le pays ». Mais Oleksiy Hontcharouk propose à nouveau sa démission en mars suivant : cette fois, le chef de l’État l’accepte, alors qu’il est confronté à des scandales entourant le gouvernement,. Denys Chmyhal, un quasi-inconnu et ancien collaborateur de Rinat Akhmetov, l'homme le plus riche du pays, lui succède à la tête d’un gouvernement composé de moins de novices que le précédent, les ministres jugés réformateurs ayant été démis de leurs fonctions,. Ces changements sont mal perçus par les marchés dans un contexte de pandémie de Covid-19 et de négociations pour une nouvelle aide du FMI alors que la ministre des Finances sortante, appréciée des Occidentaux, n’a pas été reconduite.
Volodymyr Zelensky est régulièrement critiqué pour sa méconnaissance supposée des différentes sphères du pouvoir politique. Cette inexpérience aurait pour conséquence de renforcer le poids de puissants intérêts financiers, dont il ne serait qu’une « marionnette » selon ses opposants. En octobre 2020, le centre d’analyse américain Atlantic Council titre à son sujet : « Serviteur du peuple ou serviteur des oligarques ? » Cette situation préoccupe son électorat alors que Zelensky avait défini comme priorité la lutte contre la corruption et dénonçait la collusion entre le monde des affaires et la classe politique, un problème majeur depuis l'indépendance de l'URSS,.
Dans un premier temps, il est accusé d’être sous la très étroite influence du multimilliardaire Ihor Kolomoïsky, revenu d'exil peu avant son investiture et dont les prises de position ainsi que les scandales qui l’entourent inquiètent les Occidentaux et les milieux d’affaires. La chaîne télévisée de l’oligarque, 1+1, sur laquelle était diffusée Serviteur du peuple, avait d’ailleurs assuré une couverture très favorable à la campagne présidentielle de Zelensky et à ses débuts à la tête du pays,. En septembre 2019, Oleksandr Danyliouk, ancien ministre des Finances apprécié des bailleurs de fonds occidentaux et proche allié de Zelensky, démissionne de la tête du Conseil national de Sécurité et de Défense, supposément en raison des pressions exercées par Kolomoïsky sur le chef de l’État pour que lui revienne PrivatBank, la plus grande banque d’Ukraine, nationalisée sous Porochenko en 2016, alors qu’elle était au bord de la faillite après un détournement suspecté de 5,5 milliards de dollars. Cependant, dans les mois qui suivent, Zelensky prend ses distances avec l’oligarque en s'opposant à son projet de reprise de PrivatBank et en permettant le vote d'une loi, dite « anti-Kolomoïsky », qui interdit la restitution des banques insolvables et nationalisées à leurs anciens détenteurs.
La présidence Zelensky voit le retour à des postes clés de nombreuses personnalités ayant servi durant la présidence Ianoukovytch, aussi bien au sein de la police ou du système judiciaire que dans l'entourage du chef de l’État. En 2020, Andriy Iermak est nommé chef de cabinet de la présidence tandis qu’Oleh Tatarov — qui était porte-parole des forces de police lors de la répression de la révolution de Maïdan et qualifiait les manifestants de « criminels » — est nommé chef de cabinet adjoint chargé des questions de police, avant d’être impliqué dans une importante affaire de corruption. En janvier 2021, Volodymyr Zelensky nomme Oleksandr Kuksa à la tête du département de la protection de l’État, une des principales directions du Service de sécurité d'Ukraine (SBU) ; en tant que chef adjoint des services secrets pour l’oblast de Kiev, celui-ci avait planifié la répression menée dans le cadre de l’opération Boomerang, qui avait provoqué la mort de 80 manifestants en deux jours dans le cadre de Maïdan. Des opposants au pouvoir et observateurs politiques y voient une alliance de circonstance entre Zelensky et les personnalités prorusses,.
Au début de l’année 2021, Daria Kaleniouk, codirectrice du Centre d’Action contre la Corruption (ANTAC), indique : « Zelensky ne contrôle plus son propre parti. Au moins quatre-vingts députés sont désormais affiliés à Kolomoïsky et d’autres oligarques. Depuis, ils développent une rhétorique prorusse. […] Ils ont été achetés. En Ukraine, il est très facile d’acheter un député ».

#### Gestion de la pandémie de la Covid-19

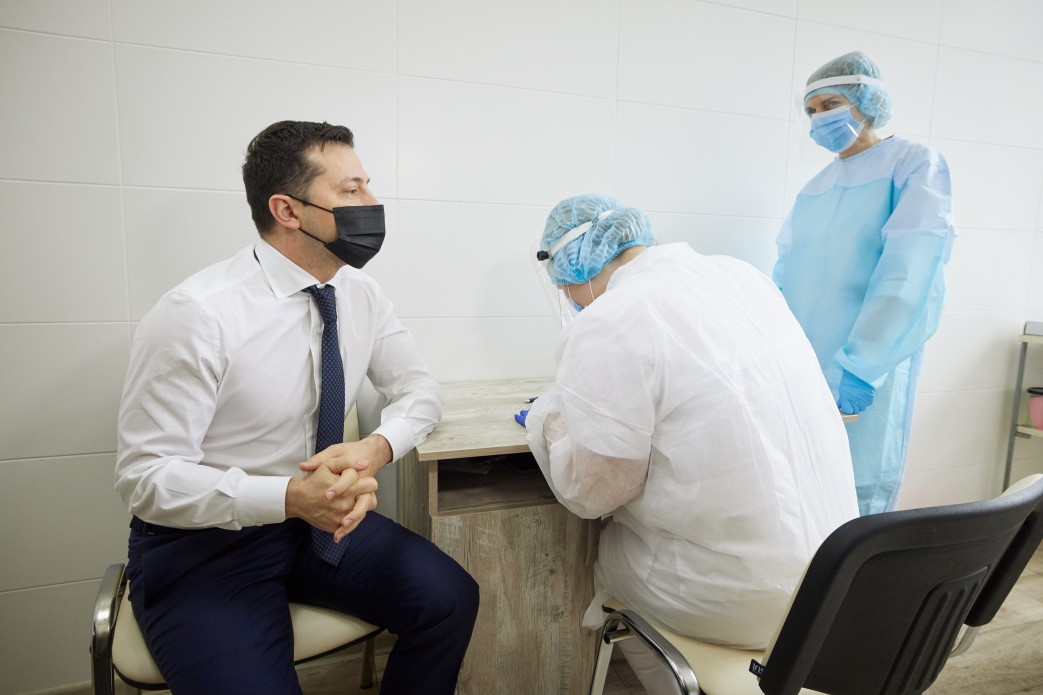
Volodymyr Zelensky visitant un centre de vaccination contre la Covid-19 (oblast de Louhansk, 2 mars 2021).

La gestion de la pandémie de Covid-19 par le président Zelensky fait l’objet de critiques de médias, notamment en raison d’un manque de transparence dans la distribution de fonds collectés pour gérer la crise sanitaire. Il est lui-même testé positif au coronavirus et hospitalisé en novembre 2020.
Il refuse en février 2021 les vaccins développés par la Russie et décide de s'en remettre aux vaccins occidentaux, lesquels ne pourront être livrés qu'à une date indéfinie. Finalement, il se rabat sur des vaccins indiens Covishield, en faible quantité et au prix fort. Toutefois, au cours du premier semestre 2021, 26,3 milliards de hryvnias sont dépensées dans la lutte contre la Covid-19 et 5,1 millions de doses sont livrées à l'Ukraine (1,9 million de doses Sinovac, 1,6 million d'AstraZeneca et 1,6 million de Pfizer).

#### Scandale des Pandora Papers
En octobre 2021, les Pandora Papers dévoilent un réseau de sociétés offshore fondées en 2012 et gérées par Volodymyr Zelensky et son entourage qui ont servi à acheter trois propriétés au cœur de Londres. Zelensky cède ses parts en 2019 juste avant son élection. Lorsque l'enquête est publiée, l'administration présidentielle explique qu'à l'époque, le président et ses associés voulaient protéger leur groupe contre les « actions agressives » et le « régime corrompu » de l'ex président prorusse Viktor Ianoukovitch. Parmi les montages financiers se trouvent au moins une dizaine d’entreprises, dont certaines auraient versé des dividendes à la compagne de Volodymyr Zelensky, après que celui-ci est arrivé à la tête du pays,,,.

#### Numérisation du pays
Lors de sa campagne électorale, Volodymyr Zelensky prône la numérisation complète de la vie des Ukrainiens et la création d'« un État dans un smartphone ». L'application Diïa, développée par le ministre ukrainien de la transformation numérique, Mykhaïlo Fedorov, est créée en 2020. Selon le président ukrainien, son but est de changer radicalement la relation entre l'État et les citoyens du pays, mais aussi de simplifier la vie de chacun. Le but de l'application est de créer un espace unique pour stocker tous les documents des citoyens ukrainiens avant 2024.
L’application ukrainienne est financée par la direction du développement et de la coopération suisse ainsi que par le programme EGAP ; elle est mise en œuvre par les Fonds Europe de l'Est et Innovabridge. L’agence USAID et le projet EGOV 4 UKRAINE participent également au lancement de l’application. La plateforme conserve des documents tels que le passeport interne et étranger, le permis de conduire, la carte étudiante, le certificat COVID-19, etc. Parmi les services disponibles, il y a même la possibilité de payer ses impôts en ligne, d’inscrire son lieu de résidence, ou encore d’enregistrer son statut professionnel. À l'heure actuelle, l'application est utilisée par plus de 14 millions d’Ukrainiens, soit un tiers de la population du pays. Pour utiliser l'application, il suffit de la télécharger sur le téléphone, de s’inscrire et de passer par l'autorisation via BankID.
Avec le début de l'invasion russe à grande échelle de l'Ukraine le 24 février 2022, des options spéciales sont ajoutées à l'application Diïa pour améliorer la communication entre les citoyens et le gouvernement ukrainien. Diïa.tv et Diïa.radio permettent aux Ukrainiens qui se trouvent dans les territoires occupés d'écouter les nouvelles ukrainiennes même si les stations de radio de la ville ne fonctionnent pas.
Les Ukrainiens pouvaient également voter dans l'application, répondant aux questions et aux sondages lancés par le président Zelensky. Les sondages sont le premier outil de cyberdémocratie à grande échelle selon le président. Il décrit l’application comme l'occasion d'exprimer sa position et d'influencer les décisions pour des millions d’habitants. Alors que pour l'État, c'est l'occasion de connaître rapidement l'opinion publique sur n'importe quelle question en temps réel. Sept enquêtes sont menées en 2022, auxquelles participent environ 500 000 citoyens ukrainiens.
Lancé en février 2022 sur Telegram par le ministère de la Transition numérique ukrainien, le chatbot eVorog permet aux utilisateurs de signaler des équipements militaires ou éléments ennemis en indiquant leur emplacement spécifique par géolocalisation ainsi qu’une photo ou une vidéo. L'authentification via l'application Diïa est obligatoire afin d'éviter la diffusion de fausses informations. Les informations envoyées sur le chatbot n'étant accessibles qu'aux autorités ukrainiennes, elles ne peuvent servir de ressources ouvertes à l'ennemi, contrairement à celles qui sont postées sur les réseaux sociaux.

#### Style, communication et médias

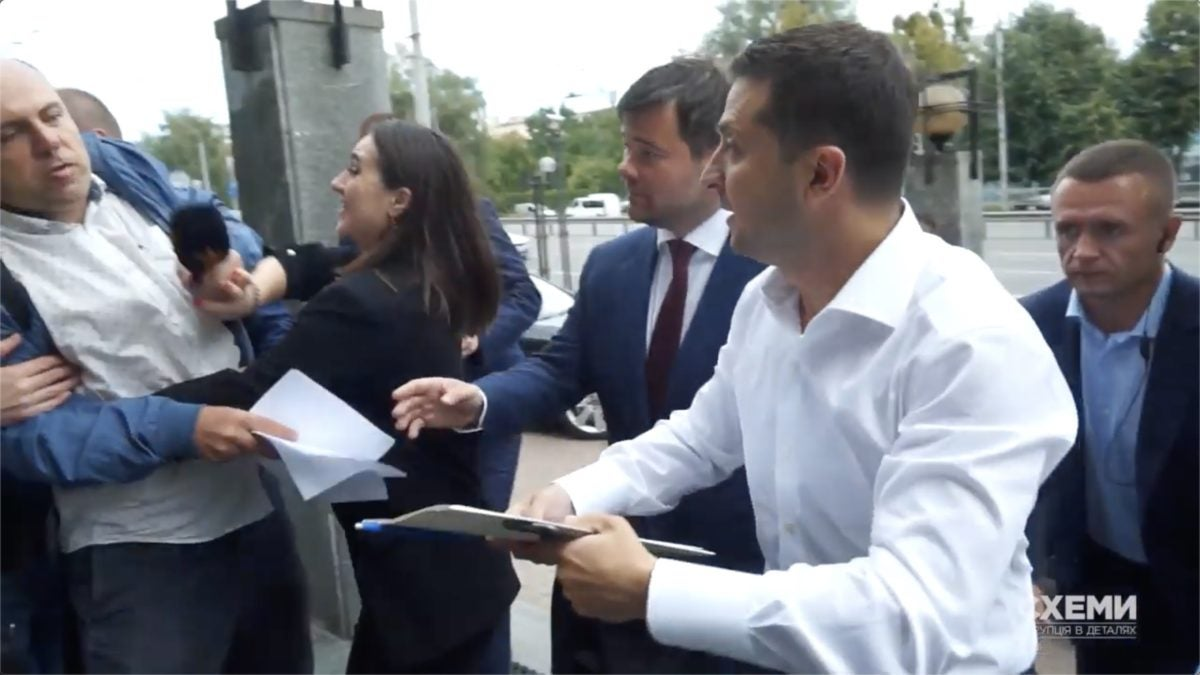
La porte-parole de Volodymyr Zelensky poussant un journaliste afin de l’empêcher de poser une question au chef de l’État (27 septembre 2019).

En février 2021, suivant les recommandations du Conseil national de sécurité et de défense, il interdit trois chaînes de télévision agissant comme organes de propagande en faveur de la Russie. Les médias concernés (112 Ukraine, NewsOne et Zik) appartiennent au député prorusse Taras Kozak mais sont en réalité contrôlés par l'oligarque Viktor Medvedtchouk, ami du président russe Vladimir Poutine. Cette décision intervient à la demande de l’administration américaine du nouveau président Joe Biden dans un contexte de hausse des intentions de vote pour les candidats prorusses. En août suivant, Zelensky fait également fermer le site prorusse strana.ua (en), qualifiant ses journalistes de « propagandistes prorusses », et impose des sanctions contre plusieurs blogueurs comme Anatoli Chari, ce qui conduit certains juristes à dénoncer des atteintes à l’indépendance de la presse.
Le Haut-Commissariat des Nations unies aux droits de l'homme fait état, dans un rapport publié à la fin de l’année 2021, de ses préoccupations concernant la réduction des libertés fondamentales en Ukraine, pointant en particulier la fermeture de médias et les restrictions sur les opinions « critiques ».
Les réseaux sociaux étant généralement utilisés par les jeunes, le président ukrainien exerce indirectement une grande influence sur cette nouvelle génération, qui a été forcée, pour la plupart, de quitter le pays et de s’installer à l'étranger. Zelensky n’hésite pas à entamer des discussions avec ces jeunes à travers une téléconférence organisée par différentes universités du Canada ayant comme but de susciter de l’empathie de la part du monde entier. Le message global de cette vidéoconférence est de souligner l’importance des nombreuses victimes de la guerre. Il fait ensuite mention des étudiants non-ukrainiens à travers le monde de faire pression sur leurs gouvernements respectifs afin que ceux-ci soutiennent davantage l’Ukraine face à la crise dans laquelle le pays est plongé. En particulier avec un ravitaillement d’armes, un soutien financier, de l’aide humanitaire et des approbations contre le gouvernement russe. Enfin, il déclare : « Revenez avec les connaissances de pointe et avec la volonté de vivre et de construire une Ukraine indépendante. Nous sommes ici pour cela. ». Le président ukrainien promet alors qu’une fois le conflit terminé, la reconstruction du pays se fera à l’aide de cette nouvelle génération.
La guerre russo-ukrainienne amène Le président Zelensky à utiliser de manière significative les réseaux sociaux, ce qui mène notamment à la création de la plateforme United24 le 5 mai 2022. À travers cette plateforme, le gouvernement ukrainien réussit à trouver des ambassadeurs de renommée mondiale afin de donner de la visibilité au conflit pour en définitive, recevoir des dons en lançant des collectes de fonds. Elle est relayée notamment par le groupe Imagine Dragons, qui lors de ses concerts demande à venir en aide au peuple ukrainien dans ce conflit, en citant la plateforme. La marque de bijou Pandora s’empresse également d’apporter son soutien à la cause en sortant le bijou « Love for Ukraine » une perle en argent dont une partie des recettes sera reversée à l’aide médicale de la plateforme. Ainsi, United24 reçoit plus de 222 millions de dollars, une somme importante qui permet au gouvernement ukrainien de subvenir aux besoins de la population et de s’armer face aux forces russes.
Dans tous ses discours lors de la guerre en Ukraine, le président Zelensky défend, selon Valentyna Dymytrova, « des valeurs de paix, de la vie humaine, en donnant souvent des exemples précis et crus sur les victimes. Pour simplifier cette trame, c'est en quelque sorte la lutte du bien contre le mal. ». De plus, il s'adapte à son auditoire pour capter son attention et susciter l'empathie. Ainsi il rappelle Pearl Harbor devant le Congrès américain, ou cite Shakespeare devant le Parlement britannique.

#### Popularité
Élu en 2019, avec 73 % des suffrages au second tour, il est ensuite confronté à de nombreuses difficultés (enlisement de la guerre du Donbass, conséquences de la pandémie de Covid-19, nomination de figures prorusses) et à plusieurs scandales, il voit sa cote de popularité tomber à 30 % en septembre 2020. Les médias relèvent alors que, inexpérimenté et habitué à être populaire en raison de son rôle dans Serviteur du peuple, il tend de plus en plus à prendre ses décisions uniquement en fonction des sondages.
Ayant été un acteur, comédien et réalisateur réputé auprès de la population ukrainienne, il cumulait déjà une certaine notoriété dans ses réseaux sociaux avec notamment 9 millions d’abonnés sur Instagram. Le président ukrainien utilise fortement les réseaux sociaux, qui font partie intégrante de sa stratégie de communication pendant son mandat dans le cadre de la guerre avec la Russie.
À la suite de l'invasion de l'Ukraine par la Russie, la popularité de Volodymyr Zelensky passe de 27 % ou 31 % en décembre 2021 selon les sondages, à 91 % en février 2022 et 84 % en décembre. Selon Jennifer Mathers, maître de conférences en politique internationale à l'université d'Aberystwyth, « la démonstration de courage personnel et de détermination de Zelensky tout au long de la guerre a suscité l’admiration dans le monde entier […] La décision de Zelensky de demeurer à Kyïv et de courir les mêmes dangers que ses concitoyens est en soi un composant important de son parcours héroïque. ». Selon BFM TV, « les mesures qu'il a décrétées aux premières heures du conflit l'ont posé en chef de guerre. Les appels et vidéos qu'il multiplie à destination de ses compatriotes, et où cet acteur devenu dirigeant politique retrouve les repères de son ancienne carrière, lui ont également permis de renforcer son lien avec le peuple ukrainien ». Son « sens de la formule » est également mis en avant, notamment quand il répond : « J'ai besoin de munitions antichars, pas d'un taxi » aux Américains qui lui proposent de l'exfiltrer aux premières heures de l'invasion,.

### Politique étrangère

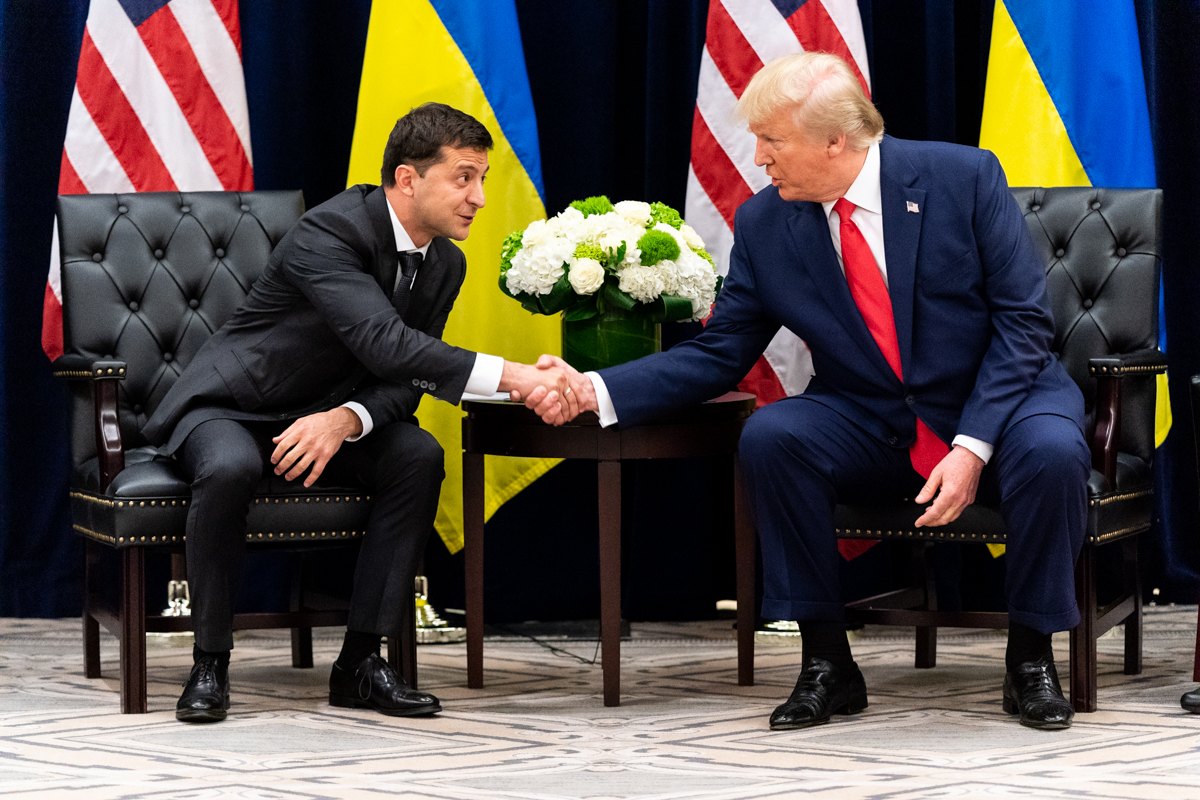
Volodymyr Zelensky et Donald Trump, à droite, en septembre 2019. Au même moment, la diffusion d’une conversation téléphonique entre les deux dirigeants conduit au lancement d’une procédure de destitution contre le président américain.

Pour sa première visite à l'étranger, au début du mois de juin 2019, le président Zelensky choisit Bruxelles et ses institutions européennes. Il insiste sur l'importance pour l'Ukraine d'« intégrer l'UE et l'OTAN en tant que membre à part entière », affirmant qu'il s'agit de « la priorité de sa politique étrangère ».
Un échange de prisonniers a lieu le 7 septembre 2019 entre l’Ukraine et la Russie, avec 35 personnes échangées de chaque côté. Parmi les Ukrainiens figurent le réalisateur Oleh Sentsov et les marins capturés au cours de l'incident du détroit de Kertch. L'Ukraine espère alors que ces échanges puissent « amorcer le processus de paix ».
En septembre 2019, la teneur d'une conversation qu'il a eue deux mois auparavant avec le président américain, Donald Trump, conduit au déclenchement de la controverse concernant Donald Trump et l'Ukraine : ce dernier est soupçonné d’avoir demandé au chef de l’État ukrainien d’enquêter sur Hunter Biden, fils de Joe Biden, favori des primaires démocrates pour l’élection présidentielle américaine de 2020. Zelensky, accusé de faiblesse par l’opposition, nie avoir cédé à une quelconque pression,.
En 2021, contre toute attente, l’administration Biden semble prendre ses distances avec l’Ukraine. Les États-Unis trouvent ainsi un accord avec l’Allemagne pour lever leurs sanctions contre le gazoduc russe Nord Stream 2 : il s’agit d'un revers pour Volodymyr Zelensky, qui indique que cette infrastructure priverait son pays de ses « approvisionnements en gaz » et d’« au moins trois milliards de dollars par an ». En outre, Joe Biden ne rencontre pas Zelensky à l’occasion de sa visite en Europe, notamment à l’occasion du sommet de l’OTAN à Bruxelles en 2021.

### Guerre russo-ukrainienne

#### Crise diplomatique russo-ukrainienne de 2021-2022
Lors d’une conférence de presse tenue le 14 février 2022 avec Olaf Scholz, Volodymyr Zelensky réaffirme l'idée que son pays veut adhérer à l’OTAN de façon à « garantir sa sécurité ». La veille de l'invasion de l'Ukraine par la Russie, dans un discours émouvant, il s'adresse en russe aux citoyens de la Russie et tente de les convaincre de renoncer au projet de leur gouvernement.

#### Invasion de l'Ukraine par la Russie depuis 2022

##### Défense de l'Ukraine au cours des premiers mois de guerre
Durant les premières semaines de guerre, le président ukrainien est présent quotidiennement ou presque sur les réseaux sociaux où il incarne le visage de la résistance du peuple ukrainien. De plus, à partir de mars, il s'adresse à de nombreux parlements occidentaux où chaque fois il est ovationné. Il intervient dans les réunions au sommet des principales instances occidentales tels l'Union européenne pour y demander l'intégration de l'Ukraine — la candidature de l'Ukraine est effectivement reconnue par l'UE comme recevable en juin 2022 —, l'OTAN et le G7 pour y demander des armes et de l'aide économique. Il intervient aussi en novembre 2022 au sommet du G20 où sont représentées des puissances non-occidentales telle la Chine ou la Russie.
Le matin du 24 février 2022, peu avant que Vladimir Poutine annonce que la Russie lance une « opération militaire spéciale » dans la région du Donbass, Zelensky s'adresse via la télévision à son peuple en ukrainien, et aux Russes en russe. Il déclare qu'une invasion russe « pourrait être le début d'une grande guerre sur le continent européen » et qu'il a vainement cherché à parler au président russe. Il appelle les Russes à rejeter une attaque et affirme qu'on leur ment à propos de l'Ukraine. L'invasion commence par des frappes de missiles russes visant des cibles militaires en Ukraine. Zelensky proclame alors la loi martiale et annonce la rupture des relations diplomatiques avec la Russie. Le même jour, il décrète la mobilisation générale. Le 24 février au soir, il participe à une téléconférence des dirigeants de l'Union européenne et les convainc lors d'un vibrant appel d'aider son pays en lui fournissant de la nourriture, de l'essence, des munitions et en formulant des sanctions contre la Russie. Il précise : « C’est peut-être la dernière fois que vous me voyez vivant ». Il profite de l'effet drapeau, les Ukrainiens se solidarisant de leur gouvernement en temps du guerre.
Le 25 février, le président Zelensky déclare que malgré les déclarations russes selon lesquelles seuls sont visés les sites militaires, des sites civils sont aussi frappés. Tôt le matin, il déclare que les services secrets ukrainiens l'ont identifié comme la première cible de la Russie mais qu'il reste à Kyïv et que sa famille reste dans le pays. « Ils veulent détruire l'Ukraine politiquement en détruisant le chef de l'État », précise-t-il alors.

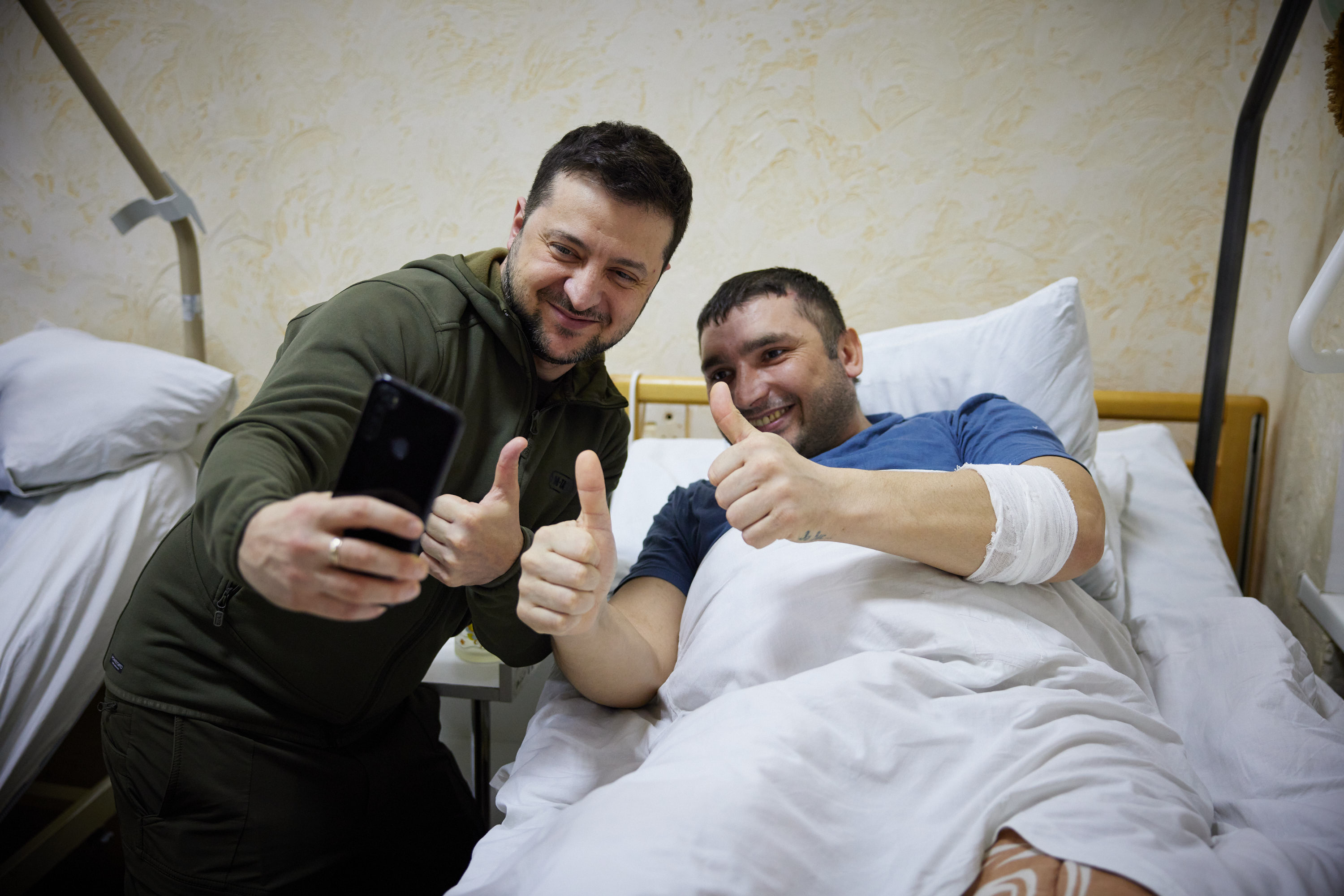
Volodymyr Zelensky rend visite à un soldat ukrainien blessé au combat, le 13 mars 2022.

Tôt le lendemain, au cours du plus important assaut lancé jusqu'alors contre Kiev, le gouvernement des États-Unis presse Zelensky de se replier vers un site plus sûr et se dit prêt à l'aider dans cette entreprise. Mais le président ukrainien refuse cette offre et choisit de rester avec ses forces de défense en déclarant : « le combat est ici [à Kiev] ; j'ai besoin de munitions et pas d'un taxi ».
Le 27 février, il affirme : « Il ne s'agit pas seulement d'une invasion de l'Ukraine par la Russie. C'est le commencement d'une guerre contre l'Europe, contre les structures européennes, contre la démocratie, contre les droits fondamentaux de l'homme, contre le respect mondial de la loi, des règles et de la coexistence pacifique ». Le même jour, Zelensky annonce qu'une délégation ukrainienne rencontrera une délégation russe près de la frontière ukraino-biélorusse pour des négociations de paix sans condition préalable.
Le 28 février, Zelensky demande l'adhésion sans délai à l'Union européenne via une nouvelle procédure spéciale,.
Le 1er mars 2022, il s'adresse par visioconférence au Parlement européen. Il réclame à nouveau une intégration « sans délai » de son pays à l'Union européenne à la suite de l'invasion russe et demande aux Européens de « prouver qu'ils [sont] avec l'Ukraine ». Par ailleurs, il dénonce le bombardement russe de Kharkiv, le qualifiant de « crime de guerre ». Ursula von der Leyen, présidente de la Commission européenne lui répond que le « destin de l'UE » se joue désormais en Ukraine.
Le même jour, dans son premier discours sur l'état de l'Union, le président des États-Unis Joe Biden déclare que le président Zelensky « inspire le monde » et, le lendemain, dans une adresse à la nation, le président de la République française, Emmanuel Macron — dont le pays assure pour le semestre courant la présidence du Conseil de l'Union européenne —, déclare que Zelensky incarne « le visage de l'honneur, de la liberté et de la bravoure ».
Le 3 mars, le chef du Conseil de sécurité nationale ukrainien, Oleksiy Danilov déclare que Zelensky a survécu à trois tentatives d'assassinat la semaine précédente ; les auteurs suspectés étant les mercenaires du groupe Wagner, aux ordres du gouvernement russe.
Le 4 mars, Zelensky redemande une zone d'exclusion aérienne après la frappe russe contre la centrale nucléaire de Zaporijjia et déplore la faiblesse de l'OTAN qui « ne considère pas que la bataille pour la liberté de l’Europe est l’objectif numéro un ».
Le 6 mars, s'adressant en visioconférence à plus de 300 sénateurs et représentants américains, le président ukrainien renouvelle sa demande d'une zone d'exclusion aérienne et réclame un embargo sur le pétrole russe. Ces deux demandes ne sont pas acceptées, la première risquant d'amener, selon le sénateur Marco Rubio, la Troisième Guerre mondiale en cas de combat entre avions de l'OTAN et avions russes et la seconde signifiant une trop forte hausse pour les Américains du prix du pétrole. Le 8 mars, les demandes de Zelensky exprimées dans une vidéo publiée sur Telegram, se font plus pressantes : « Cela fait treize jours qu'on entend des promesses. Treize jours qu'on nous dit qu'on nous aidera dans le ciel, qu'il y aura des avions, qu'on nous les livrera. […] Mais la responsabilité pour cela repose aussi sur ceux qui n'ont pas été capables de prendre une décision en Occident depuis 13 jours. Sur ceux qui n'ont pas sécurisé le ciel ukrainien des assassins russes ».

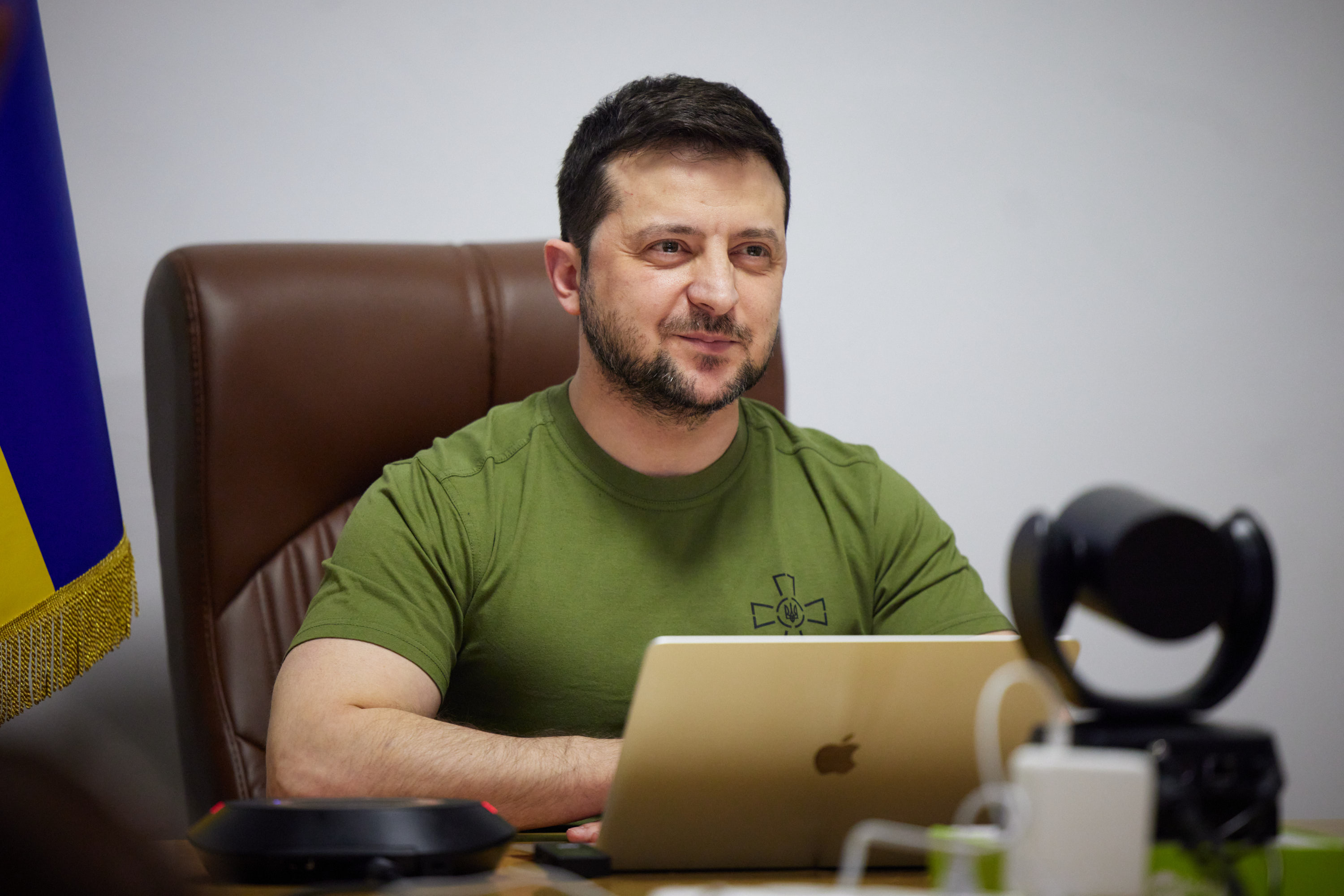
Volodymyr Zelensky s'adresse au Congrès des États-Unis le 16 mars 2022.

Le 8 mars, Volodymyr Zelensky déclare ne plus insister pour obtenir l’adhésion de l’Ukraine à l’OTAN. Il se dit également ouvert à un dialogue avec Vladimir Poutine sur la reconnaissance du statut des deux territoires séparatistes du Donbass.
Le 14 mars, Volodymyr Zelensky exhorte l'OTAN d'instaurer une zone d'exclusion aérienne au-dessus de son pays, prévenant qu'à défaut l'organisation risquait de voir des « roquettes russes » tomber sur ses États membres.
Après s'être adressé le 8 mars par visioconférence à la Chambre des communes du Royaume-Uni où il reçoit une standing ovation puis devant le Parlement du Canada le 15 mars, il renouvelle l'exercice le 16 mars face au Congrès des États-Unis qui l'ovationne également. Il y réitère son appel à la mise en place d'une zone d'exclusion aérienne au-dessus de l'Ukraine après avoir montré une vidéo des dommages causés par les frappes russes. Le 17 mars, il s'adresse au Bundestag où il reçoit encore une ovation. Le président ukrainien regrette dans son discours les étroites relations économiques tissées ces dernières années entre Berlin et Moscou, en matière énergétique notamment. Il dénonce la construction du gazoduc Nord Stream 2 (reliant la Russie à l'Allemagne, suspendu par Berlin) : « comment est-ce possible que, quand nous vous avons dit que Nord Stream 2, c'est une sorte de préparation à la guerre, nous ayons entendu comme réponse “c'est purement économique, c'est l'économie, l'économie” ».

Le 20 mars, dans son discours à la Knesset, après avoir souligné des analogies entre le vocabulaire et les actions de Poutine et ceux des nazis, Zelensky reproche à Israël de ne pas avoir fourni d’armes à l’Ukraine ni imposé de sanctions à la Russie. Peu après, il interdit onze partis d'opposition, soupçonnés d'être prorusses, dont deux représentés à la Rada, le Parlement.

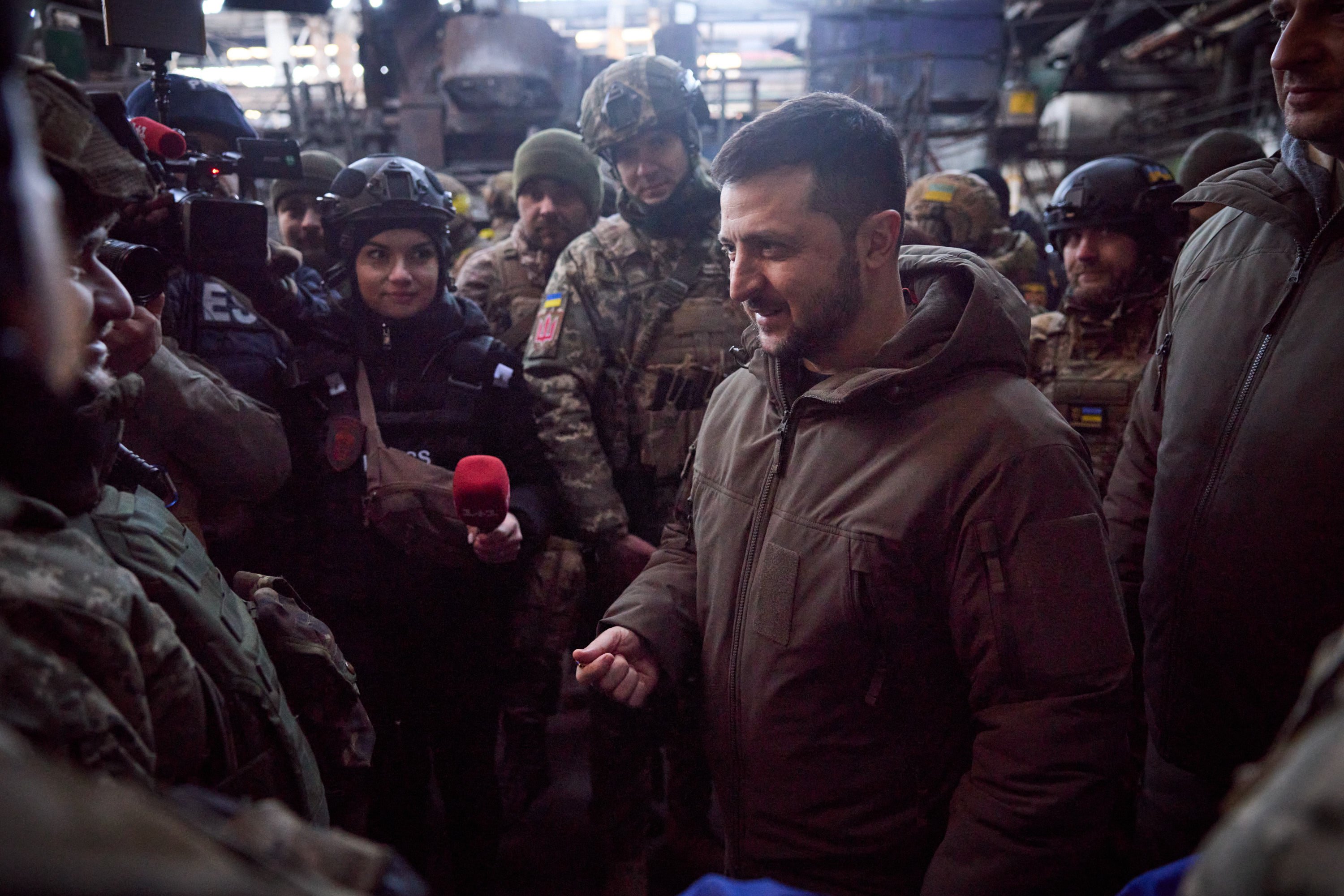
Le président ukrainien rencontre des soldats qui défendent la ville de Bakhmout le 20 décembre 2022.

Le 23 mars, Volodymyr Zelensky, s'adresse au Parlement français où il reçoit une standing ovation. Il y exhorte les entreprises françaises implantées en Russie à cesser de soutenir « la machine de guerre » russe et à quitter ce pays, citant Renault, Auchan et Leroy Merlin.
Le 26 mars, lors de la conférence internationale du forum de Doha, il exhorte les pays producteurs d'énergie à augmenter « leur capacité afin que la Russie ne puisse pas utiliser ses hydrocarbures comme un moyen de « chantage » » à l'énergie auprès du monde entier, en estimant que « des pays comme le Qatar pourraient contribuer à la stabilisation de l’Europe »,. Il y dénonce également l'alimentation par la Russie d'une « dangereuse course aux armements en mettant en avant son arsenal nucléaire ».
Le 31 mars, il s'adresse au parlement fédéral de Belgique. Il y demande à l'ensemble des Européens de continuer la défense de Marioupol en prenant comme référence la Bataille d'Ypres (1915) en Belgique. De même, il s'adresse au Parlement néerlandais.

##### Retrait russe, été 2022 et première contre-offensive ukrainienne
Le 4 avril, Zelensky se rend à Boutcha, théâtre d'un massacre de civils par les soldats russes, et y dénonce un « génocide », terme qui est repris le 11 avril par le président américain Joe Biden qui déclare : « Il est de plus en plus clair que Poutine essaie simplement d'effacer l'idée même de pouvoir être un Ukrainien ». Le président français Emmanuel Macron récuse ce terme, ce que Volodymyr Zelensky trouve très blessant.

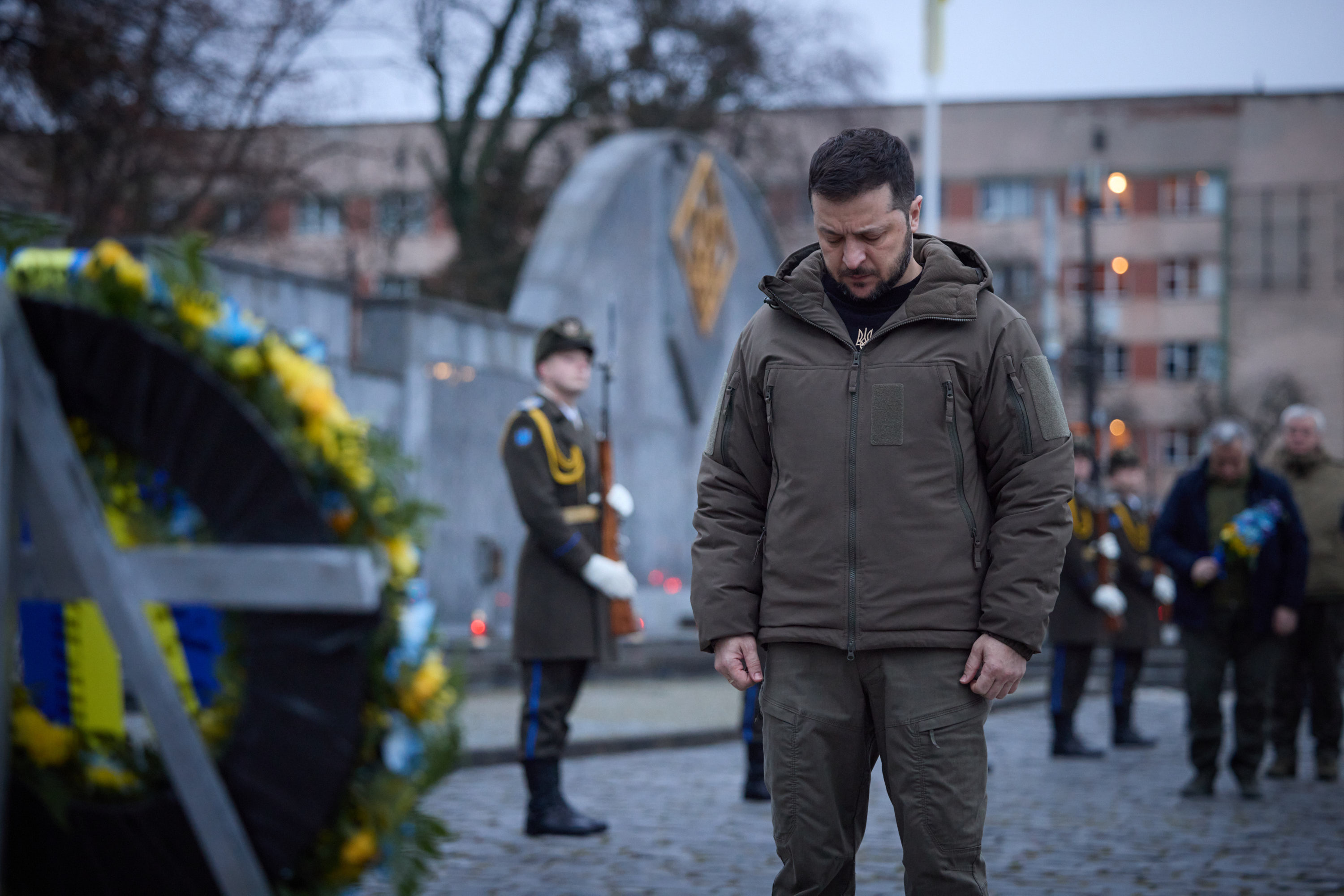
Le 11 janvier 2023, sur le Champ-de-Mars de Lviv, esplanade reconvertie en cimetière militaire et adjacente au cimetière de Lytchakiv, Volodymyr Zelensky honore la mémoire des soldats ukrainiens tombés au combat.

Après le retrait russe des alentours de Kiev début avril 2022, plusieurs gouvernants étrangers sont reçus par Zelensky à Kiev. Le 8 avril, à Kiev, Ursula von der Leyen, présidente de la Commission européenne lui remet un questionnaire, point de départ à une décision sur l’adhésion de l’Ukraine à l’Union européenne. Le président ukrainien lui rappelle la nécessité d’un embargo total sur l’énergie venue de Russie. Le 8 avril, il reçoit le Premier ministre britannique Boris Johnson qui promet aides militaires et financières puis le 9 avril, le chancelier autrichien Karl Nehammer qui rencontrera le lendemain Vladimir Poutine,.
Après le recentrage de l'offensive russe sur le Donbass et surtout après la perte du croiseur Moskva le 14 avril par les Russes, Zelensky réclame à ses soutiens occidentaux une intensification de l'aide militaire à l'Ukraine, d'autant qu'il craint l'usage par les Russes de l'arme nucléaire tactique,.
Le 28 avril, Zelensky reçoit le secrétaire général de l'ONU Antonio Guterres qui, la veille, avait rencontré le président russe Vladimir Poutine. Pendant cette visite, Kiev est prise pour cible pour la première fois depuis la mi-avril par des missiles russes, ce qui fait dire au président ukrainien : « Cela en dit long sur la véritable attitude de la Russie envers les institutions internationales, sur les efforts des dirigeants russes pour humilier l’ONU et tout ce que l’organisation représente ».
Le 5 mai, le président ukrainien annonce le lancement de la plateforme de financement participatif en ligne United24, conçue pour aider le pays à gagner la guerre face à la Russie. « En un clic, vous pouvez donner des fonds pour aider nos défenseurs, sauver nos civils et reconstruire l'Ukraine. […] Tous les fonds seront transférés à la Banque nationale d'Ukraine et attribués aux ministères concernés », déclare-t-il en anglais.
À la surprise générale, il apparaît sur l'écran de l'auditorium Louis Lumière du Palais des festivals pour une intervention de près de dix minutes depuis Kiev lors de la cérémonie d'ouverture du 75e Festival de Cannes le 17 mai 2022.

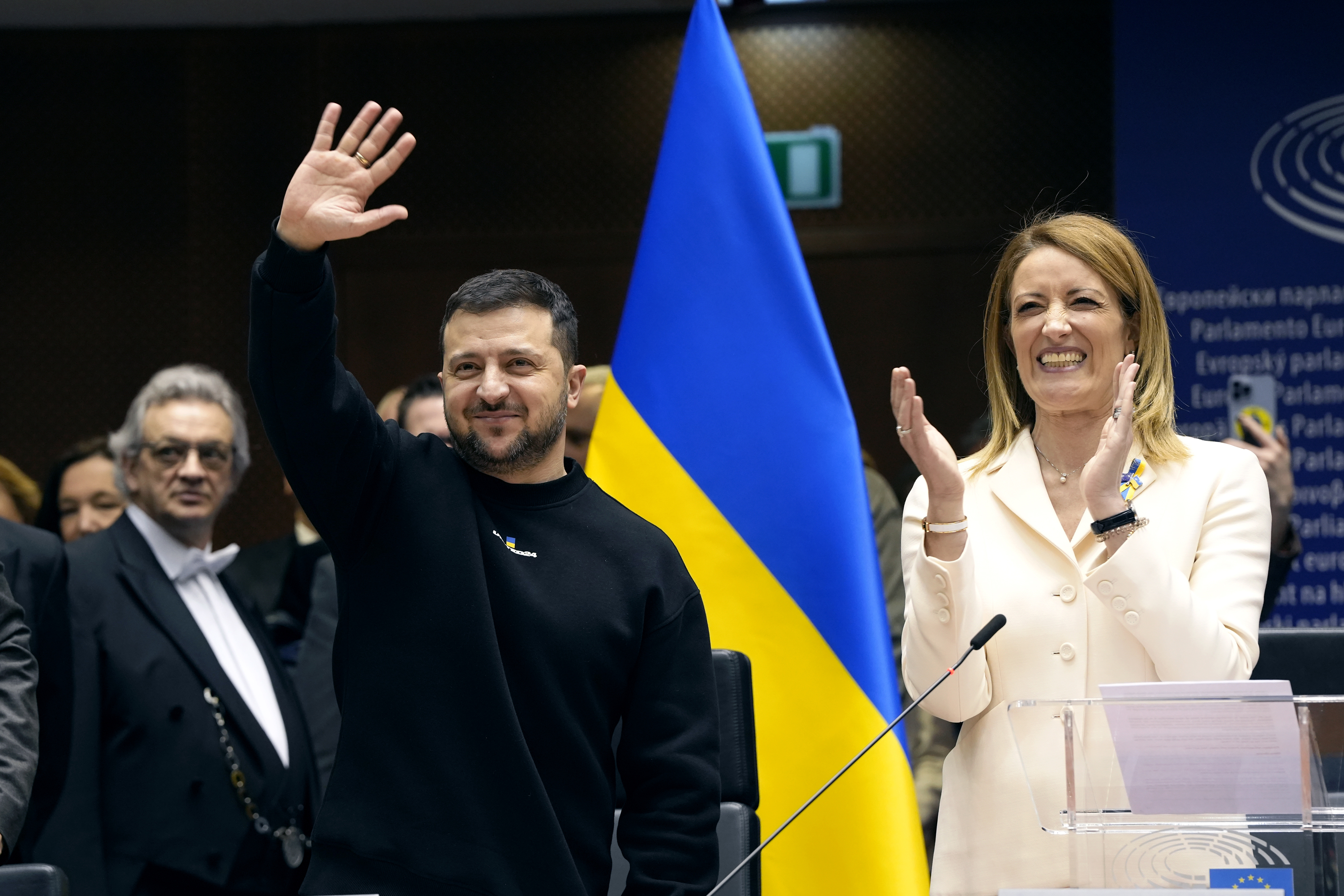
Volodymyr Zelensky s'adresse au Parlement Européen le 9 février 2023. La présidente du Parlement européen Roberta Metsola lui assure que l'Ukraine est l'Europe et le futur de votre nation est dans l'Union européenne.

Le président ukrainien invite le monde du cinéma à ne pas se taire face à la guerre en Ukraine et évoque Le Dictateur et le courage de Charlie Chaplin en affirmant : « Il nous faut un nouveau Chaplin qui prouvera que le cinéma n'est pas muet ».
Le 29 mai 2022, Zelensky se rend pour la première fois depuis le début de l'invasion dans l'est du pays, dans l'oblast de Kharkiv, où il s'engage en faveur de la reconstruction de la région et où il limoge le chef des services de sécurité de Kharkiv dont il affirme qu'il « ne travaillait pas à la défense de la ville ».
Le 23 juin 2022, l'acceptation de la candidature de l'Ukraine par les vingt-sept pays membres de l'Union européenne est évoquée par Volodymyr Zelensky comme « un moment unique et historique dans les relations Ukraine-UE » avant qu'il salue dans une allocution en visioconférence devant les représentants des Vingt-Sept « le plus grand pas vers le renforcement (politique) de l'Europe ». Le 27 juin, il s'adresse aux pays du G7 pour leur demander de tout faire pour mettre un terme à la guerre en Ukraine avant l’hiver 2022-2023.
Après l'annexion illégale de quatre oblasts d'Ukraine par la Russie, le 30 septembre 2022, le président Zelensky réplique en demandant « une adhésion accélérée » à l'OTAN. Il ajoute par ailleurs qu'il ne négociera pas avec la Russie tant que Vladimir Poutine est au pouvoir.
Le 14 novembre 2022, il visite Kherson, reprise par l'armée ukrainienne le 11 novembre, ce à quoi Moscou répond que Kherson appartient à la Russie.
Le 15 novembre 2022, Zelensky dénonce l'escalade russe après l'explosion d'un missile qui a fait deux morts en Pologne puis s'adresse le lendemain au sommet du G20 en affirmant que la frappe d'un missile en Pologne « n'est rien d'autre qu'un message de la Russie adressé au sommet du G20 » et qu'il y a « un État terroriste parmi vous, contre lequel il faut se défendre » alors que pour Joe Biden, il est « improbable » que le missile ait été tiré depuis la Russie. Pour le président polonais, il est hautement probable que le missile provienne de la défense ukrainienne. Le 17 novembre, Zelensky convient « ne pas savoir ce qu'il s'est passé ».

##### Reprise de l'offensive par la Russie à l'hiver 2022-2023

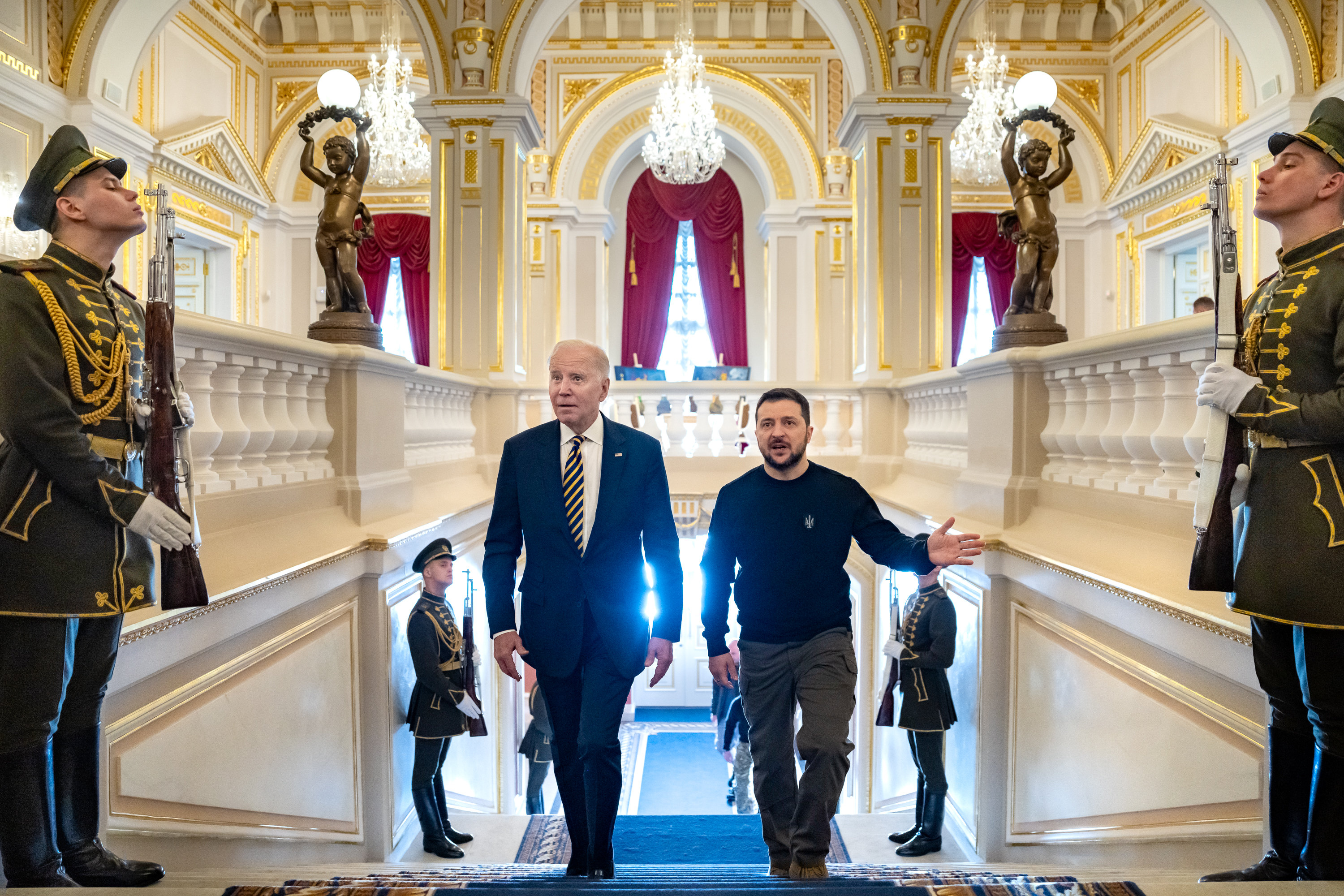
Le président Joe Biden, à gauche, rencontre Volodymyr Zelensky au palais Mariinsky le 20 février 2023.

Le 21 décembre 2022, Volodymyr Zelensky sort du territoire ukrainien pour la première fois, au trois-centième jour de la guerre, afin de se rendre aux États-Unis. Il s'adresse alors au Congrès des États-Unis afin d'obtenir des aides militaires et financières.
Après avoir réclamé pendant des semaines des chars lourds dont il obtient finalement la promesse de l'Allemagne et des États-Unis le 25 janvier 2023, Volodymyr Zelensky demande la fourniture de missiles et d'avions.
Le 8 février 2023, Volodymyr Zelensky quitte pour la deuxième fois le territoire ukrainien depuis le début du conflit, afin de se rendre au Royaume-Uni où il prononce un discours devant les parlementaires britanniques, avant de rencontrer le roi Charles III au palais de Buckingham. Le soir-même, il se rend en France où il est reçu au palais de l'Élysée, à Paris, par le président de la République française Emmanuel Macron, qui reçoit en même temps le chancelier allemand Olaf Scholz. Le lendemain, il se rend à Bruxelles où il est reçu par le Parlement européen et la Commission européenne. Chaque fois, on l'assure chaleureusement du soutien des Britanniques et des Européens mais il n'obtient pas d'assurance ferme quant à la livraison des avions de combat qu'il réclame. Toutefois, le Royaume-Uni promet bien de former des pilotes ukrainiens sur les avions de l'OTAN.
Le 20 février, Joe Biden effectue une visite surprise à Kiev. Il s'entretient avec le président ukrainien sur l'aide militaire. C'est la première fois qu'un président américain se rend dans un pays en guerre.

##### En prévision de la seconde contre-offensive ukrainienne
Le 26 avril 2023, le président Volodymyr Zelensky entame sa première conversation téléphonique avec le président chinois Xi Jinping depuis le début de l'invasion russe, à la suite de laquelle Pékin annonce une prochaine visite de son envoyé spécial pour les affaires eurasiennes en Ukraine.
Les 3 et 4 mai 2023, il se rend en Finlande et aux Pays-Bas.
Du 13 au 15 mai 2023, il entreprend une tournée européenne qui le mène à Rome, où il rencontre outre les responsables politiques, le pape François, Berlin, Paris et Londres. Il obtient la promesse de nouvelles livraisons d'armes mais pas d'avions de combat.
Conformément à la Constitution et au code électoral de l'Ukraine qui interdisent respectivement la tenue d'élections législatives et présidentielles pendant la loi martiale, Zelensky est maintenu à la Présidence alors que son mandat devait s'achever le 20 mai 2024.
Puis, les 19 et 20 mai, lors d'un déplacement à bord d'un avion du gouvernement français, il se rend d'abord à Djeddah où il s'adresse aux chefs d'État de la Ligue arabe qu'il appelle à « jeter un regard honnête » sur la guerre. Puis il se rend au sommet du G7 à Hiroshima où le président des États-Unis Joe Biden vient d'annoncer son « soutien à une initiative commune visant à entraîner des pilotes ukrainiens sur des avions de combat de quatrième génération, y compris des F-16 »,.
Le 16 juin 2023, lors du Forum économique international de Saint-Pétersbourg, Vladimir Poutine qualifie le président ukrainien de « honte pour le peuple juif ».
Le 14 août 2024, un article du Wall Street Journal, basé sur les déclarations des participants à l'opération du sabotage des gazoducs Nord Stream, soutient que Volodymyr Zelensky qui avait initialement accepté le plan d’action, l’avait ensuite annulé. Selon le quotidien, l’attentat à l’explosif a été mené à bien sous la supervision du commandant en chef de l’armée ukrainienne de l’époque, Valeri Zaloujny qui aurait ignoré cet ordre,. Le gouvernement de Kiev continue de démentir toute implication de l’Ukraine dans les explosions de Nord Stream. Au même moment, les médias allemands tendent à disculper au moins le président Zelensky, l’hebdomadaire Der Spiegel évoquant en revanche une possible implication de Valeri Zaloujny.

## Publications
- Pour l'Ukraine, Grasset, 2022.

## Filmographie

### Films
| Année | Titre                         | Rôle                                     |
| ----- | ----------------------------- | ---------------------------------------- |
| 2004  | Les Trois Mousquetaires (en)  | écrivain ; d'Artagnan                    |
| 2009  | Love in the Big City (en)     | Igor                                     |
| 2010  | Love in the Big City 2 (en)   | Igor                                     |
| 2011  | Office Romance. Our Time (en) | Anatoly Efremovich Novoseltsev           |
| 2012  | Rjevski contre Napoléon       | Napoléon                                 |
| 2012  | 8 First Dates (en)            | Nikita Sokolov                           |
| 2014  | Love in Vegas (en)            | Igor Zelenskyy                           |
| 2014  | Paddington (voix ukrainienne) | Ours Paddington (voix)                   |
| 2015  | 8 New Dates (en)              | Nikita Andreevich Sokolov                |
| 2016  | 8 Best Dates (en)             | Nikita Andreevich Sokolov                |
| 2016  | Serviteur du peuple 2         | Vasyl Petrovych Holoborodko              |
| 2018  | Me. You. He. She (en)         | Maksym Tkachenko                         |
| 2023  | Superpower                    | lui-même ; interview avec Sean Penn      |
| 2024  | Turn in the Wound             | lui-même ; documentaire par Abel Ferrara |

### Télévision
| Année     | Titre                     | Rôle                        | Notes       |
| --------- | ------------------------- | --------------------------- | ----------- |
| 2006      | Danse avec les stars (en) |                             | participant |
| 2008-2012 | Svaty                     |                             | producteur  |
| 2015-2019 | Serviteur du peuple       | Vasyl Petrovych Holoborodko |             |

## Décorations

### Décorations étrangères
- Grand-croix de l'ordre de la Croix de Terra Mariana ( Estonie, 15 mai 2022)
- Grand-croix de l'ordre de la Rose blanche ( Finland, 20 mars 2025)
- Grand-croix de la Légion d'honneur remise par Emmanuel Macron au Palais de l'Élysée à Paris ( France, 8 février 2023)[222]
- Grand-croix de l'ordre de Viesturs ( Lettonie, 1er mars 2022)[223]
- Grand-croix au Collier de l'ordre de Vytautas le Grand ( Lituanie, 11 mars 2022)[224]
- Chevalier de l'ordre de l'Aigle blanc ( Pologne, 5 avril 2023)
- Grand collier de l'ordre de la Liberté ( Portugal, 23 août 2023)
- Première classe de l'ordre de la Double croix blanche ( Slovaquie, 10 mai 2024)
- Membre de 1re classe de l'ordre du Lion blanc ( République tchèque, 7 mars 2022)[225]

### Autres distinctions
- Prix international Charlemagne d'Aix-la-Chapelle remis à Volodymyr Zelensky et au peuple ukrainien par la ville d'Aix-la-Chapelle ( Allemagne, 14 mai 2023)[226]
- Prix Ronald Reagan pour la liberté ( États-Unis, 7 mars 2022)
- Winston Churchill Leadership Award ( Royaume-Uni, 2022)

## Dans les médias

### Filmographie
- [vidéo][production de télévision - documentaire] « Zelensky, l'homme de Kiev », Andreas Fauser, Dirk Schneider (réalisateurs), Arte production, 2022, .. (consulté le 15 mars 2022)
- Zelensky, un documentaire en deux volets d'Ariane Chemin, Yves Jeuland et Lisa Vapné, France, 2025 (diffusé sur Arte le 13 mai 2025 et disponible sur arte.tv jusqu'au 11/12/2025).